# Tiencsin
Tiencsin (Tianjin) kiejtéseⓘ (egyszerűsített kínai: 天津, pinjin: Tiānjīn) a Kínai Népköztársaság (KNK) négy tartományi jogú városának egyike, Hopej (Hebei) tartomány és Peking (Beijing) tartományi jogú város közvetlen szomszédságában. Tiencsin (Tianjin) a Kínai-alföldön terül el, északról a Jensan-hegység (Yanshan-hegység), keletről a Pohaj-tenger (Sárga-tenger) határolja. Észak-Kína legnagyobb part menti városa.
A városi lakosság tekintetében Sanghaj (Shanghai), Peking (Beijing) és Kanton (Guangzhou) után a negyedik legnagyobb település. A város maga két fő központra oszlik, egyrészt a Hajho-folyó (Haihe-folyó) két partján elterülő központra (beleértve az óvárost is), illetve a Pohaj-tenger (Bohai-tenger) partján felépült modern gazdasági körzetre (Pinhaj Új Terület (Binhai Új Terület)).
Tiencsin (Tianjin) a 19. század második felétől fogva fontos kikötőváros és „Peking kapuja“ volt a külföldiekkel folytatott kereskedelem ill. háborús események során. 1860 és 1945 között összesen kilenc nemzet rendelkezett koncessziós területtel a városban, amelyek nagyban meghatározták annak gazdasági, kulturális és építészeti fejlődését.

## A város nevének eredete
Tiencsin (Tianjin) város nevének eredetéről megoszlanak a vélemények, íme néhány lehetséges magyarázat:
- a Hadakozó Fejedelemségek korában, Csu (Chu) államban élt költő Csü Jüan (Qu Yuan) említi Száműzetés című versében: “朝发轫于天津兮” (pinyin: Zhāo fārèn yú tiānjīn xī) azaz „hajnalban elhagyván a Mennyei Gázlót (= tien csin (tiān jīn) 天津)"

„Égi Víz partján serkenek
Nyugaton esteledem
Zászlaim körül főnixek
Suhognak ünnepien
Vörös Folyó, Mozgó Homok
Gyors utamon akadály
"Sárkányom, verd a hidat
Vezess, Nyugati Király"
Nagy László fordítása
- a Szuj Su (Sui shu) dinasztikus évkönyv (Suí shū 隋书) említ a Csillagászati Feljegyzések (天文志) között tiānjīn néven egy csillagot[3]
- a Csin-dinasztia (Jin-dinasztia) története (Jīn shǐ 金史） említ ezen a néven egy folyót (tiānjīn hé 天津河)[4]
- A legvalószínűbb magyarázatnak az a nézet tűnik, amely a Ming-dinasztia Jung-lo (Yongle) császárához köti a város nevének eredetét. A későbbi uralkodó ugyanis Hung-vu (Hongwu) császár halála után a trón megszerzéséért a Ku-folyó (Gu-folyó) mellől indult Nanking (Nanking) városában tartózkodó unokaöccse, Csien-ven (Jianwen) császár ellen, majd később a sikeres hadjárat emlékére nevezte el ezt a helyet Tiencsinnek (Tianjinnek), azaz, „ahol az Ég Fia (vagyis a császár) átkelt a folyón" (天 tien (tiān) = Ég, Menny, 津 csin (jīn) = gázló, rév).[5]

## Történelem

### A kezdetektől a tiencsini szerződésig

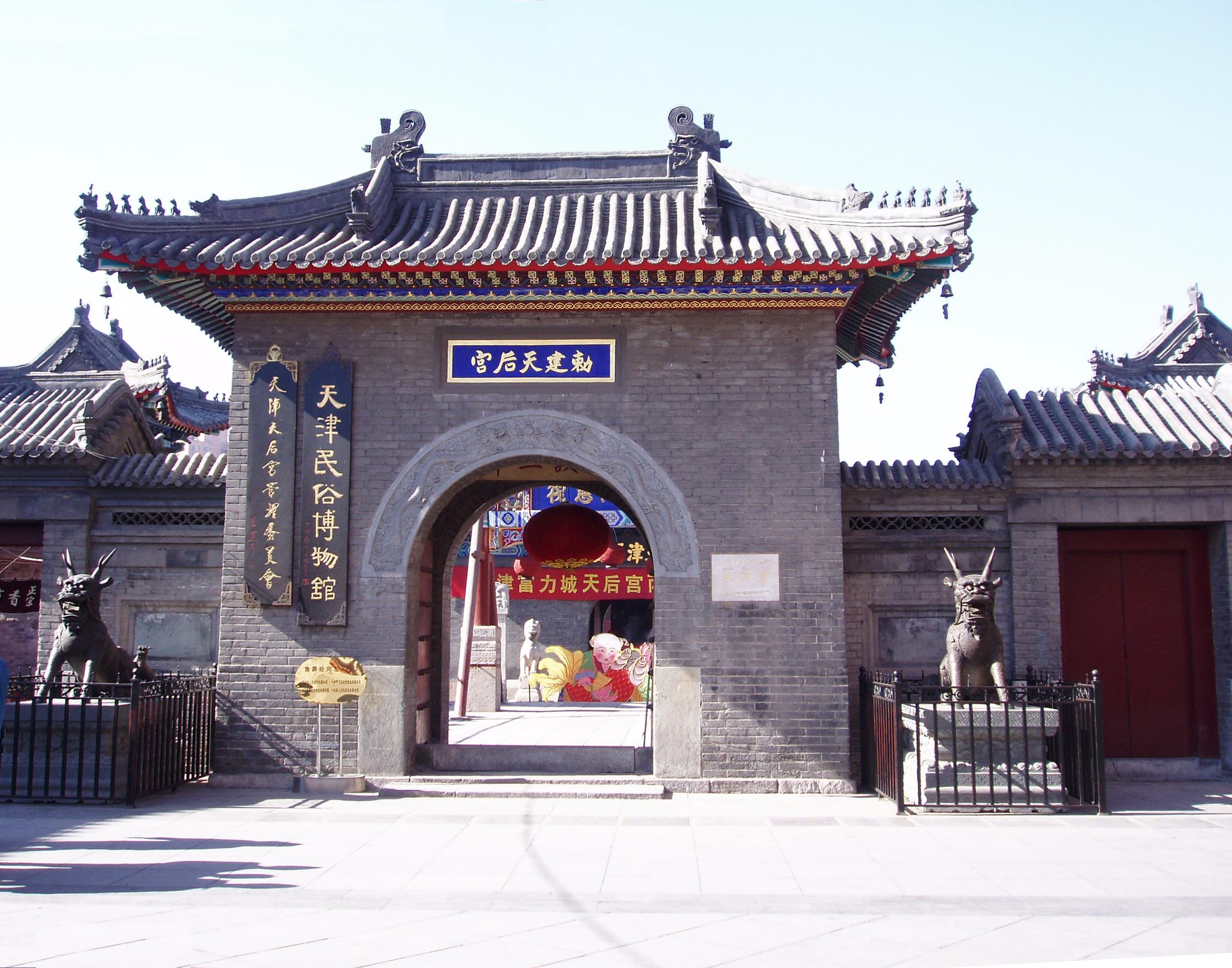
Macu (Mazu), az Égi Császárnő temploma (14. század)

Először a Han-dinasztia nagy császára, Vu-ti (Wudi) létesített a mai Vu-csing körzet (Wuqing körzet) területén sóhivatalt (yánguān 盐官). A Csin-dinasztia (Jin-dinasztia) viharos évtizedeiben a „három folyó" találkozásánál (Ceja (Ziya), Déli-csatorna, Hajho (Haihe)) fontos katonai állomáshely, erőd épült Cseku (Zhigu) 直沽 néven. Ez tekinthető Tiencsin (Tianjin) első hivatalos elnevezésének. Később a Szuj-dinasztia (Sui-dinasztia) alatt fejeződött be a Nagy-csatorna építése, amely lendületet adott a városnak, hogy később kereskedelmi központtá válhasson. A Tangok alatt sólepárló és sóraktárok épültek a város körül. A Tang-dinasztia középső korszakát követően Tiencsin (Tianjin) vált a dél-kínai gabona, selyem és más áruk elosztójává a csatorna északi szakaszán.

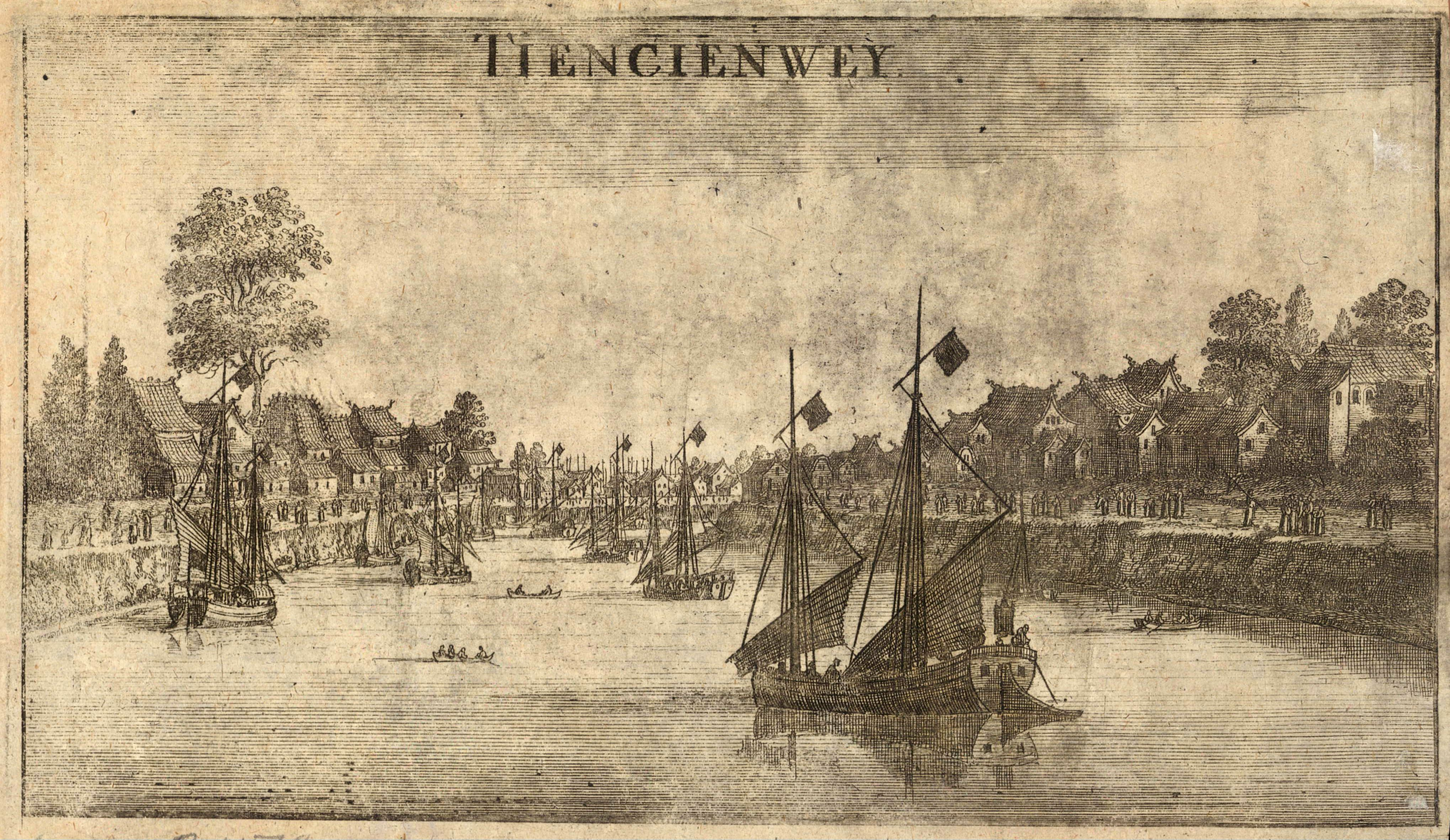
Wenceslas Hollar (1607-1677): Tiencienwey (metszet)

A Szung-dinasztia (Song-dinasztia) és a Liao-dinasztia között felosztott Kína belső határfolyója sokáig a Hajho (Haihe) volt, így a Szung (Song) császárok több katonai erődítményt is építettek a környéken, a kitaj Liao állam esetleges déli támadásai feltartóztatására. Később a mongol Jüan-dinasztia (Yuan-dinasztia) alatt folytatódott „Cseku (Zhigu)“ virágzása, az üzleti és közigazgatási fejlesztés mellett felépült a mai is álló Tienhou kung (Tianhou gong), Mazu (Macu), az Égi császárnő tiszteletére.

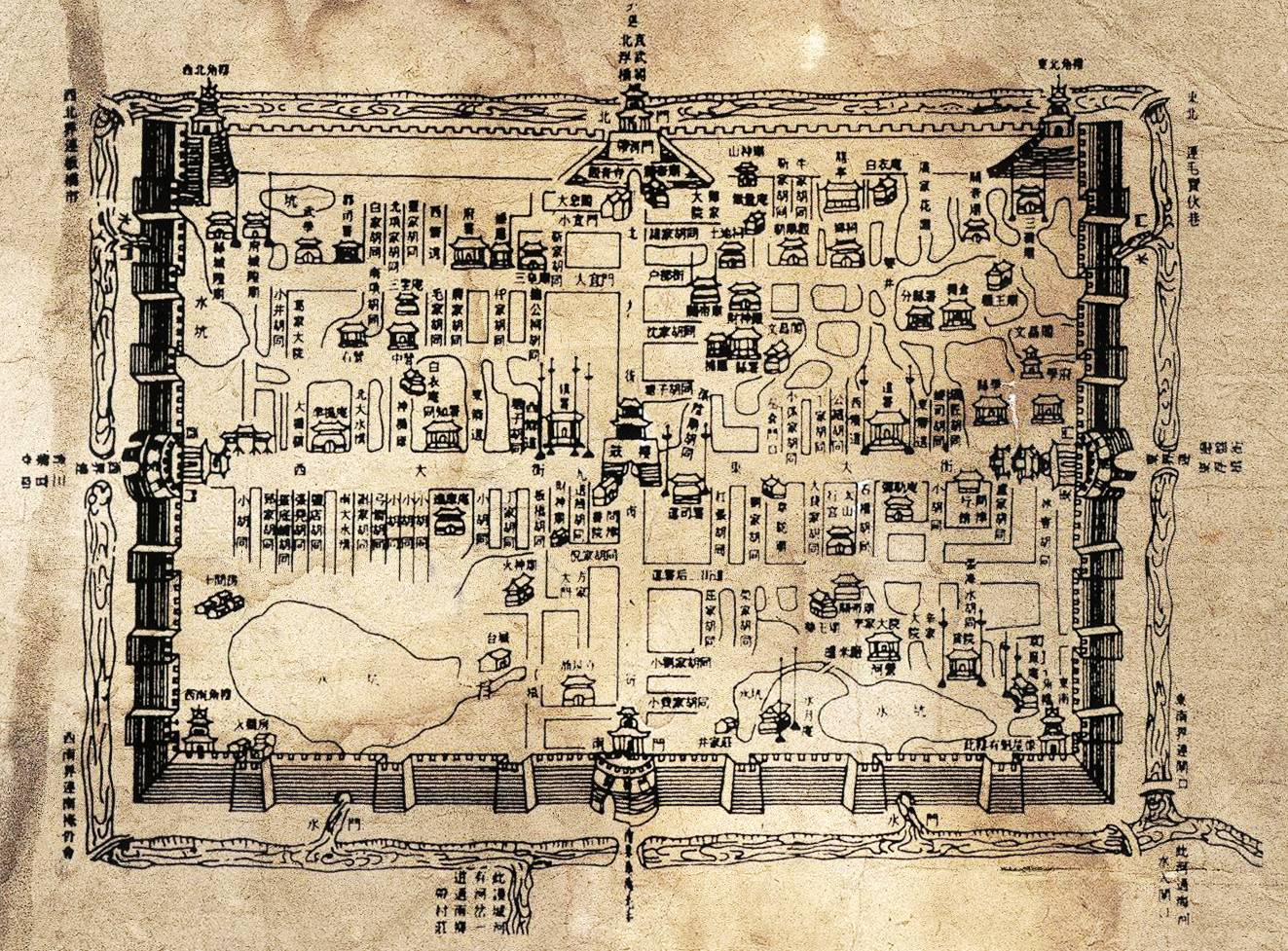
Tiencsin (Tianjin) város Csing-kori (Qing) térképe

A város 1404 óta viseli a Ming uralkodó, Jung-lo (Yongle) császár által neki adott új nevet, mely a császári trónért folytatott küzdelmének emlékét őrzi. Az új uralkodó Nanking (Nanjing)ból Peking (Beijing)be helyezte át udvartartását, így a hatalmi súlypont is északabbra tevődött. Az Ég Fia elrendelte, hogy az új főváros védelmére és a környék ellenőrzése érdekében, mintegy 16800 katonát állomásoztató erődítmény létesüljön a Hajho (Haihe) partján. Ekkoriban a város a "Tiencsin Vej (Tianjin Wei)" (天津卫) nevet viselte, azaz „Tiencsin (Tianjin) erőd“. A korabeli európai utazók és kereskedők is ezen a néven („Tiencienwey“) ismerték. Ekkor épült ki a pekingi (beijing-i) „Tatárvároshoz“ hasonló téglalap alakú óváros, kőfallal, bástyákkal. A központban ma is látható dobtorony (gǔlóu 鼓楼) (elődje) 1493-ban készült el. A város népessége növekedett, gazdasága fejlődött, ezt jelzi a hivatalok (yámen 衙门) és iskolák létesítése. A 17. századi holland diplomáciai küldöttségek beszámolói elismerően szólnak közel 8 méter magas városfalakról, a sok szentélyről és templomról, valamint a kiterjedt piaci és kereskedőnegyedről.
A mandzsu hódítás után sem állt meg fejlődése, hamarosan Észak-Kína gazdasági központjává vált Csing-dinasztia (Qing-dinasztia) uralkodói által kinevezett Cseli (Zhili) kormányzók innen irányították a Peking (Beijing)et körülvevő tekintélyes tartományt. (Holott a hivatalos tartományi főváros Paoting (Baoding) volt.) Olyan tekintélyes 19-20. századi államférfiak töltötték be ezt a pozíciót, mint a „Kelet Bismarckjának“ is nevezett Li Hung-csang (Li Hongzhang) vagy a Kínai Köztársaság első elnöke, Jüan Si-kaj (Yuan Shikai).

### Tiencsin megnyitása a külföldiek előtt

#### Az ópiumháborúk és a tiencsini szerződés

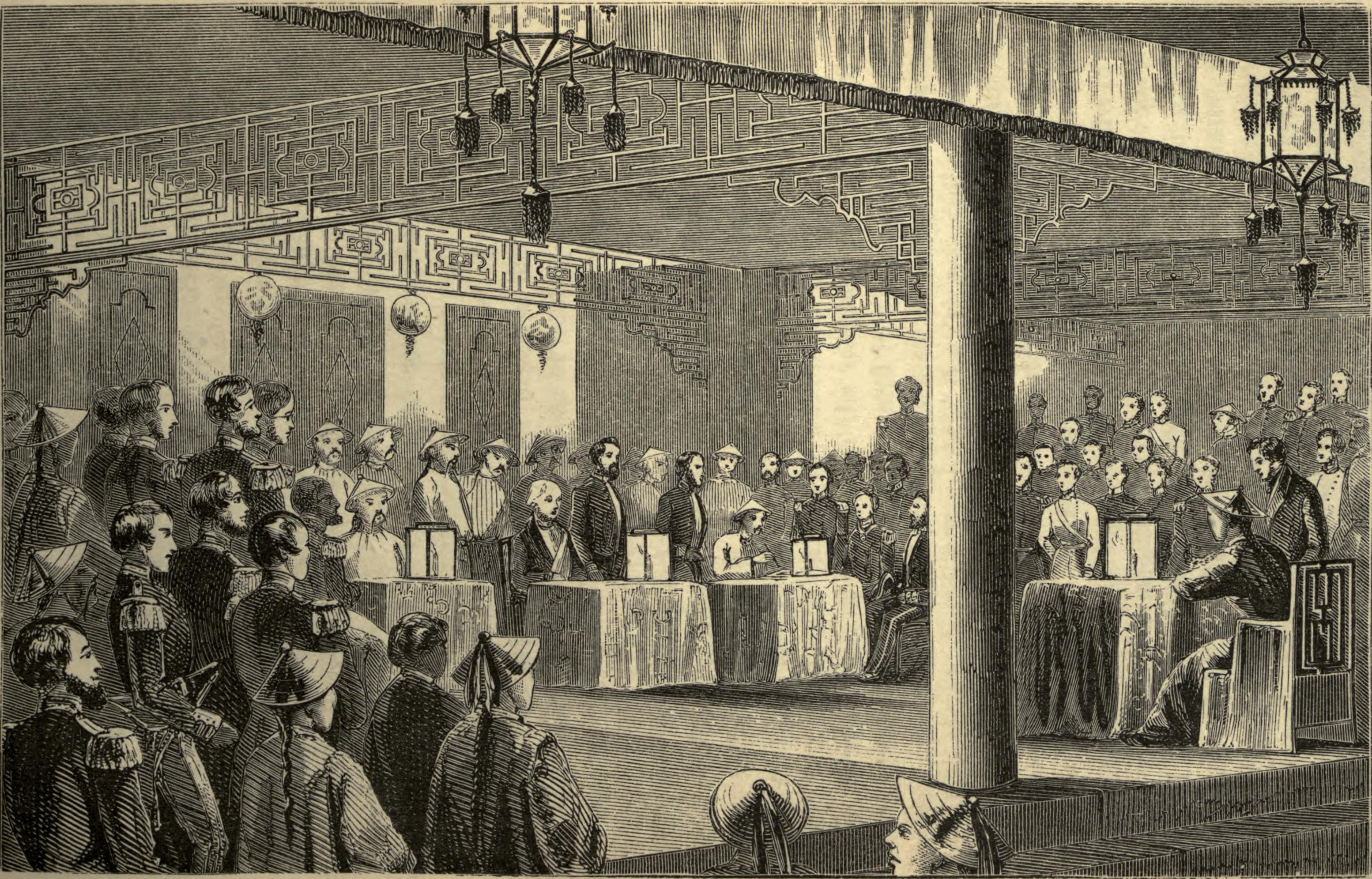
A Tiencsini Szerződés aláírása (1858)

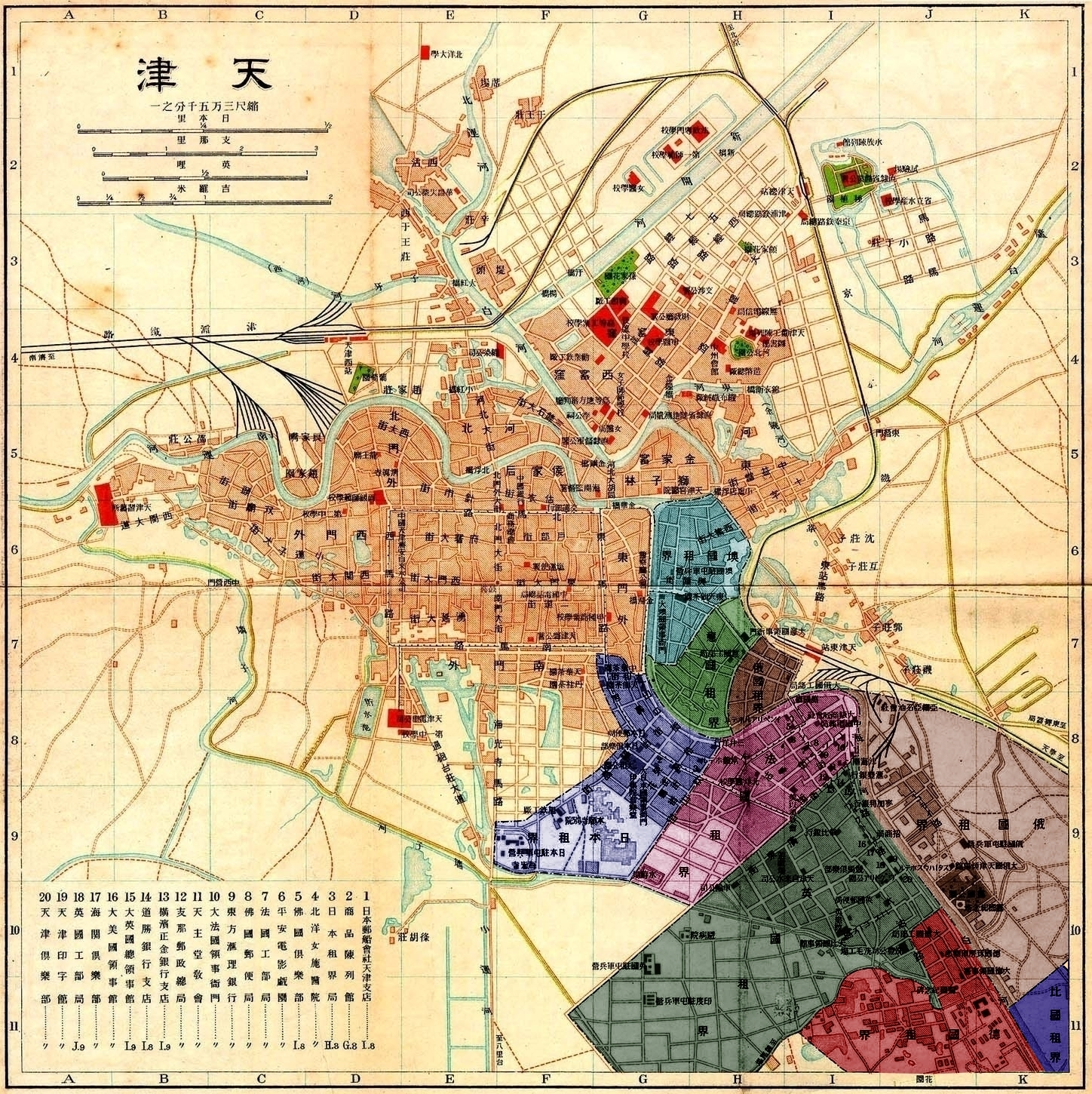
Tiencsin (Tianjin) japán nyelvű térképén a koncessziós területeket az alábbi színek jelzik:
A Hajho (Hai he) folyó keleti partja:
Osztrák–Magyar Monarchia
Olaszország
Orosz Birodalom (2 elkülönített terület)
Belgium
A Hajho (Hai he) folyó nyugati partja:
Japán
Franciaország
Egyesült Királyság
Német Birodalom

A gazdasági virágzás az ópiumháborúk (1856-1860) idején torpant meg átmenetileg, amelyek nyomán a nyugati hatalmak erőszakkal megnyittatták a szabad kereskedelem előtt Tiencsin (Tianjin) kikötőjét. Az 1858-ban megkötött tiencsini szerződés több más rendelkezése mellett (további kikötők megnyitása, keresztény misszionáriusok szabad térítési joga, stb.) feljogosította az angol és francia felet, hogy koncessziós területeket hozzanak létre a város területén. A két nyugat-európai nagyhatalmat Japán 1895-ben, négy évvel rá pedig Németország követte a Hajho jobb partján létesített telepével.
Konfliktusok gyakran adódtak a területenkívüliség védelme alatt csak saját kormányuknak felelős „idegenek“ és a nemzeti öntudatában sértett, szegényebb helyi lakosság között. Az első ilyen, nagyméretű és véres megmozdulás az 1870-es tiencsini mészárlás volt, amely során a francia konzulátust és templomot (Vanghajlou (Wanghailou) vagy Győzedelmes Miasszonyunk templom) felgyújtotta a kétes híresztelések (hullagyalázás, gyermekkereskedelem) nyomán feldühödött tömeg. A vérengzés során keresztény kínaiak mellett a konzul, a missziót vezető pap és több apáca életét vesztette. A templomot később helyreállították, ám a Bokszerlázadás során ismét lerombolták a felkelők.

#### Tiencsin a bokszerlázadás és az 1911-es forradalom közötti időben
A tiencsini (tianjin-i) bokszerek fő központja a fallal körülvett városmagtól északkeletre található mai Hungcsiao kerület (Hongqiao kerület)ben, Lü Cu-tang (Lü Zutang) taoista szentélyben volt. Innen intéztek támadásokat a külföldiek által lakott városrészek ellen. Az ostromlottak védelmét egy Herbert Hoover nevű fiatal amerikai bányamérnök irányította, akit közel harminc évvel később az Egyesült Államok elnökévé választottak. A lázadókat végül a Tiencsini csatában győzték le a koalíciós seregek megnyitva ezzel az utat Peking (Beijing) felszabadításához.
A bokszerek mozgalma ismét egy felívelő fejlődési szakaszt tört meg a város életében. A ‘60-as évektől Tiencsin (Tianjin) Észak-Kína élvonalába került, és hamarosan az Önerősítési Mozgalom (1861-1895) fő központjává vált. Tiencsin (Tianjin)ből indultak és terjedtek el a harcászati reformok, a vasút, távíró, telefon, posta vonalak, a modern oktatás és jogrendszer és még sok más újítás. Az egykori Ming-kori garnizon Kína második legnagyobb kereskedővárosává valamint Észak-Kína pénzügyi és kereskedelmi központjává vált.
Az 1901-ben levert lázadás bukása valamint az őket támogató mandzsu császári csapatok legyőzése után további országok nyújtották be igényüket koncesszió létesítésére. Így kapott a Nyolc Nemzet Szövetsége tagjaként a harcokban részt vevő Olaszország és az Osztrák–Magyar Monarchia, majd később Oroszország (1903) a Hajho (Haihe) bal partján az város északi felén területet, a hadjáratban részt nem vállaló Belgium pedig a délebbre eső folyószakasz mentén. Az Amerikai Egyesült Államok önálló koncessziót nem alapított, a brit zóna területén tartott fenn helyőrséget. A végül így kilenc tagúvá bővült külföldi koncessziós közösség területén nagyarányú fejlesztések (mocsaras területek lecsapolása, a Hajho (Haihe) medrének kikotrása a hajózhatóság megkönnyítése érdekében) és építkezések zajlottak - minden nemzet a maga országára jellemző stílusú lenyomatot hagyva a városképen. A város irányítása a Bokszerlázadás után a szövetségesek ideiglenes kormányától 1902-ben került vissza a Csing (Qing) adminisztrációhoz, Jüan Si-kaj (Yuan Shikai) Cseli (Zhili) kormányzó irányítása alá, aki nyugati mintára nagyívű városfejlesztésbe fogott a Hajho (Haihe) északi partjának mentén (mai Hopej kerület (Hebei kerület)).

### A Kínai Köztársaság

#### Jüan Si-kaj(Yuan Shikai)uralma és az első világháború

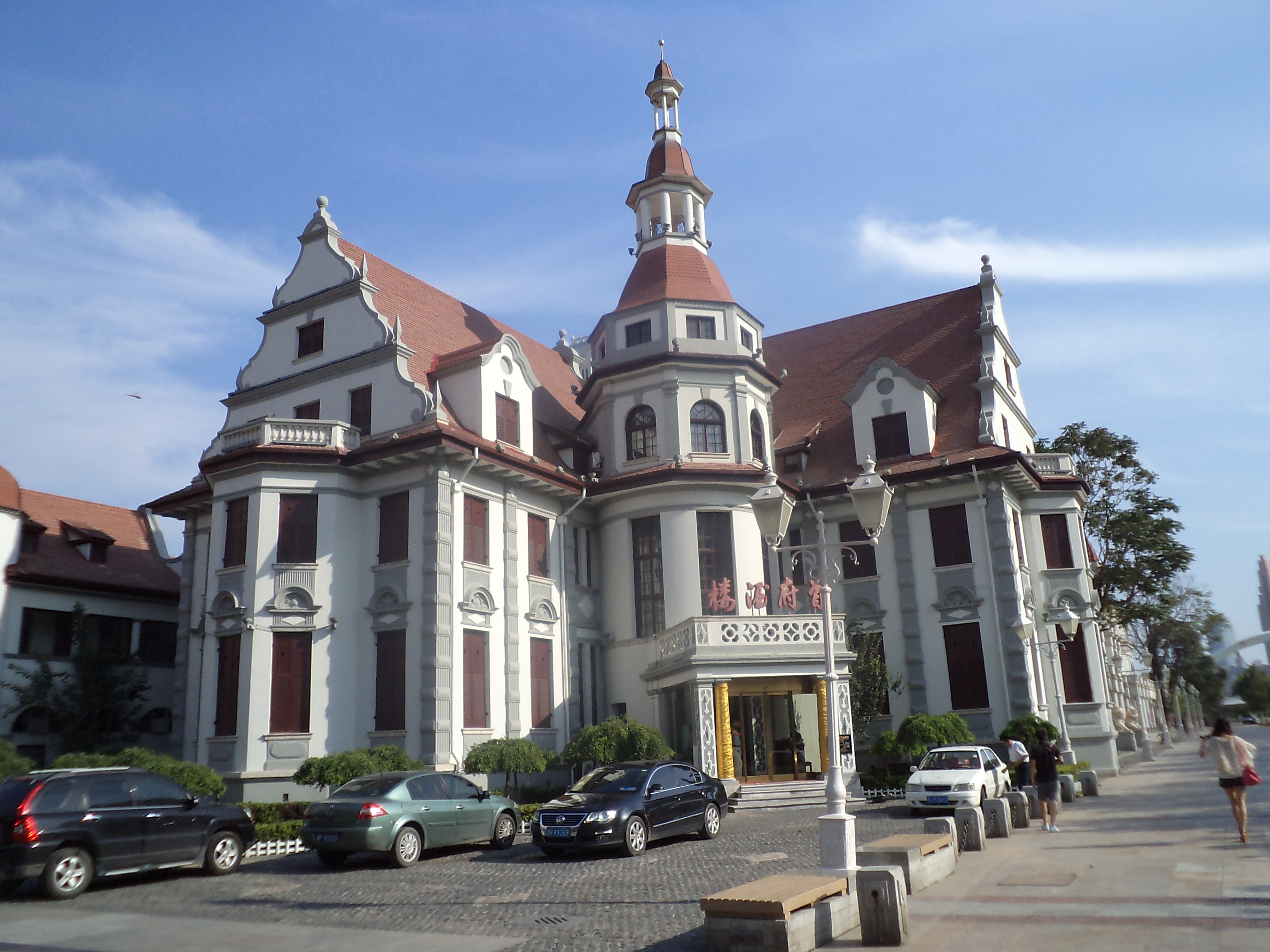
Jüan Si-kaj (Yuan Shikai) villája az egykori osztrák-magyar koncesszió területén

A Csing-dinasztiát (Qing-dinasztiát) 1911-ben megdöntötte a Szun Jat-szen vezette forradalom. Szun később átadta a hatalmat császárság alatt nagy tekintélyt szerzett Jüan Si-kaj (Yuan Shikai) tábornoknak, Cseli (Zhili) egykori kormányzójának. A Hajho (Haihe) folyó partján villát tartó Jüan (Yuan) azonban nem lelkesedett a demokratikus eszmékért, csak 1916-os halála akadályozta meg, hogy visszaállítsa a császárságot. Halálával kezdődött meg az országot darabokra szakító Hadurak korszaka Mivel az első világháborúban Kína az antant oldalán lépett harcba, így a központi hatalmak (Németország és az Osztrák-Magyar Monarchia) által birtokolt területek felett hamarosan visszaszerezte az irányítást. A vesztes felek a háborút lezáró békeszerződésekben mondtak le hivatalosan egykor birtokolt területeikről. Oroszország már korábban, a bolsevik forradalmat követően, 1918-ban visszavonta helyőrségét és lemondott koncessziójáról. (A megmaradt hatalmak 1920-ban kérték az Egyesült Államokat, hogy csatlakozzon katonai egységgel helyőrségeikhez.)

#### A hadurak korszakában

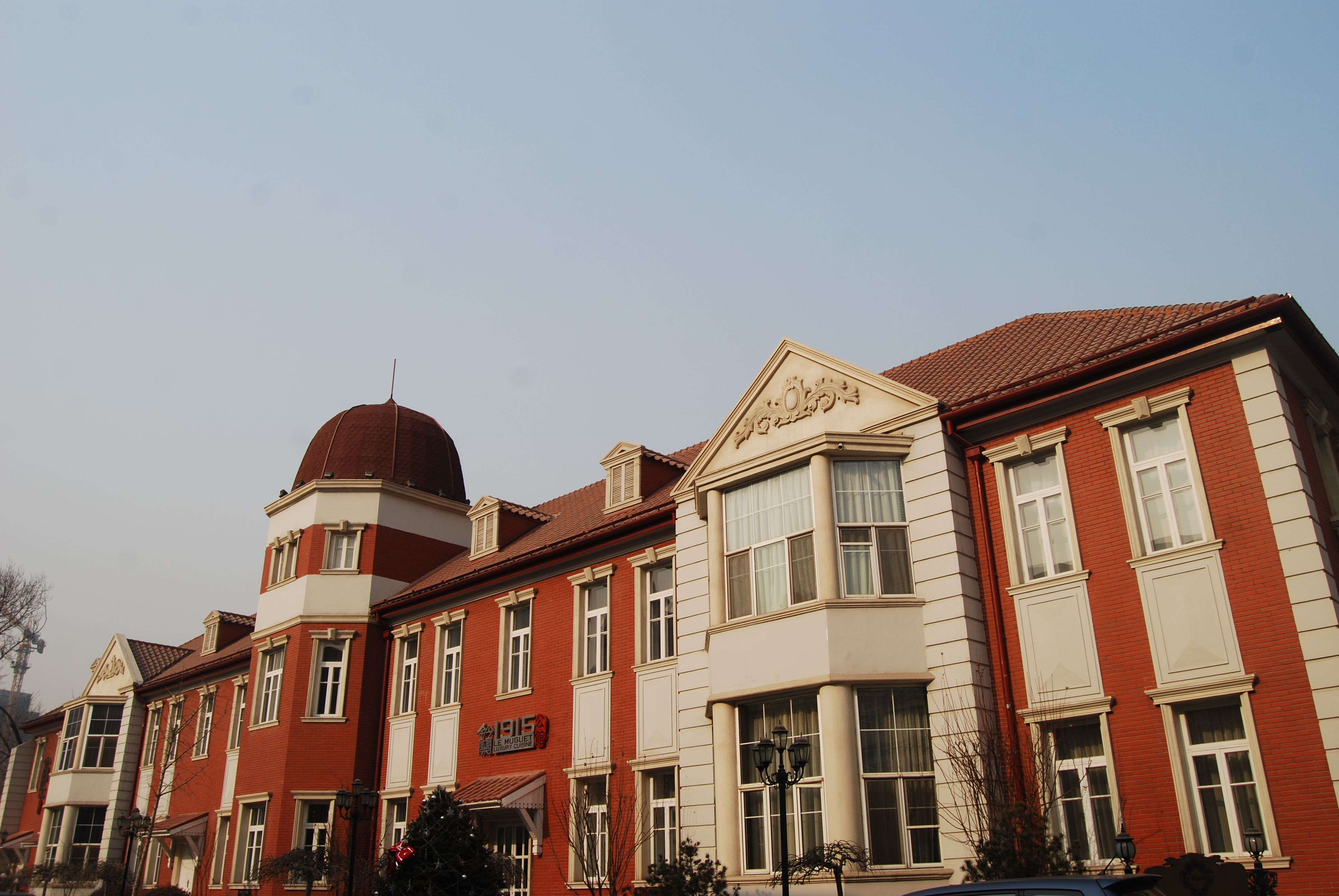
Feng Kuo-csang (Feng Guozhang) hadúr egykori villája

Jüan Si-kaj (Yuan Shikai) egykori északi hatalmi területe, a Peking (Beijing) központú Pejjang kormány (Beiyang kormány) hiába volt nemzetközileg elismert vezetője Kínának, nemcsak a Szun Jat-szen, majd később Csang Kaj-sek irányította Kuomintang (Guomindang) szakította el tőle a déli tartományokat, hanem bázisterületét is hamarosan hadurak osztották fel maguk között. Tiencsin (Tianjin) a mai Hopej tartományt (Hebei tartományt) és környékét uraló Cseli-klikk (Zhili-klikk) hatalma alá került, amely főként szomszédaival, a szintén az egykori a Pejjang hadsereg (Beiyang hadsereg)ből kivált Anhuj-klikk (Anhui-klikk)el illetve északi szomszédjával, a Fengtien-klikk (Fengtian-klikk)el háborúzott. A városban tartott villát a Cseli-klikk (Zhili-klikk) alapítója és hadura Feng Kuo-csang (Feng Guozhang), majd az őt követő - egyébként tiencsini (tianjin-i) származású - Cao Kun is. A korábban miniszterelnök Tuan Csi-zsui (Duan Qirui), egykor a Pejjang hadsereg (Beiyang hadsereg) parancsnoka szintén ide vonult vissza a ’20-as évek végén. Mindhármuk rövid ideig betöltötte a Köztársaság elnöke pozíciót ezekben a zavaros években.

#### A japán megszállás alatt
A hadurak világának a Csang Kaj-sek vezette Északi Hadjárat vetett véget, újraegyesítve Kínát egy évtizedre. Tiencsin (Tianjin) azonban nem sokkal a Marco Polo hídi incidens után japán kézbe került. A Kvantung-hadsereg azonban 1941-ig nem lépett a külföldi koncessziók területére, míg hadiállapotba nem került az USA-val és Angliával. Konfliktusok azonban korábban is adódtak a megszállók és a koncessziós hatalmak között. A második világháború kitörése előtti nyáron, 1939 júniusában a Japán Császári Hadsereg blokád alá vette a brit koncessziót, amiért az menedéket nyújtott annak a hat kínainak, akit a japánok egy prominens helyi kollaboráns meggyilkolásával gyanúsítottak. A krízis egy angol-japán háború kitörésével fenyegetett. Azonban mivel a brit fél csak flottája segítségével tudott volna nyomást gyakorolni Japánra, arra pedig egyre inkább szüksége volt az európai vizeken (Lengyelország német fenyegetettsége), végül kiadták a gyanúsítottakat, akiket a japánok kivégeztek. Az eset Tiencsini incidens néven vált ismertté.
A háború alatt Tiencsin (Tianjin) a Peiping (Beiping) (Peking (Beijing) neve 1928-1949 között) központú Ideiglenes Kormány, majd a Nankingból (Nanjing-ból) irányított Vang Csing-vej (Wang Jingwei) vezette japán bábállam alá tartozott. A brit csapatokat 1940 augusztusában kivonták a városból, az amerikai egységek pedig 1941 decemberében megadták magukat. A japán vereségig (1945 aug. 15) mindössze a szövetséges olasz és a Vichy-kormányhoz hű francia koncesszió maradhattak meg.

### A polgárháború harcai

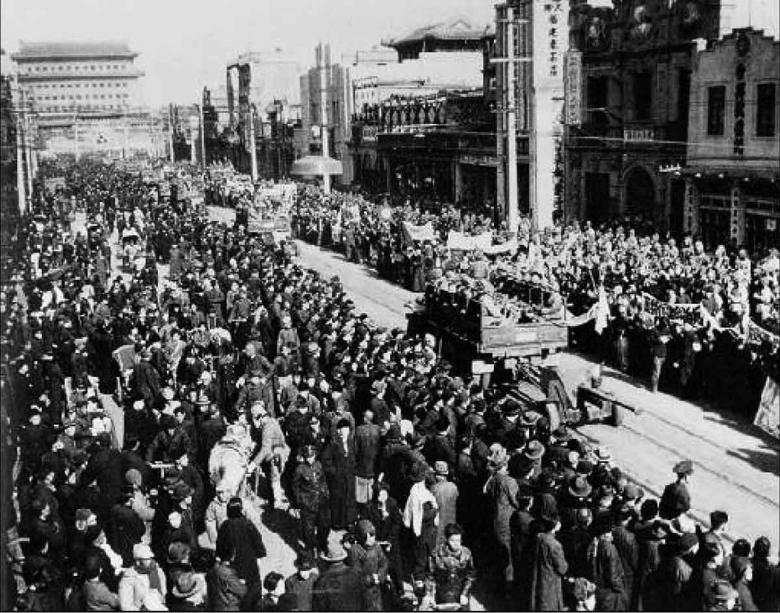
A Népi Felszabadító Hadsereg bevonul Pekingbe (1949)

Észak-Kínát a Pingcsin hadjárat (Pingcsin hadjárat) során foglalta el a Kínai Népi Felszabadító Hadsereg 1948. novembere és 1949. januárja között. A harcok januárban érték el Tiencsin (Tianjin) városát, ahol 12 napon át küzdöttek a kommunista seregek és a Kuomintang kormány erői. A küzdelmek során egy textilgyár kivételével a város infrastruktúrája komolyabb károkat nem szenvedett. A győztes kommunista seregek ugyanakkor komoly veszteségeket szenvedtek.

### A Kínai Népköztársaság kikiáltása után
A polgárháború harcait követően, a Mao Ce-tung (Mao Zedong) vezette Kínai Kommunista Párt került hatalomra. A külföldieknek el kellett hagyni az országot, így az utolsó olasz és francia koncessziós területek is feloszlottak.
2015. augusztus 12-én a tiencsini kikötőben 800 ammónium-nitrát robbant fel. A kialakult tűz következtében a detonációt még több másik robbanás követte. A katasztrófában 173 ember meghalt, 8 eltűnt és közel 800-an megsérültek. A károkat 9 milliárd dollárra becsülték.[forrás?]

## Földrajz
Tiencsin (Tianjin) a Kínai-alföldön fekszik, az ország regionális felosztása szerint Észak-Kínához tartozik, a Pohaj-tenger (Bohai-tenger) nyugati partján terül el, a szemközti partokon északon Liaoning, délen Santung (Shandong) tartomány szomszédságában. A keleti irány kivételével - ahol mintegy 120 km hosszan Pekinggel (Beijing-el) osztozik közös határon - minden égtáj felől Hopej (Hebei) tartomány veszi körül.

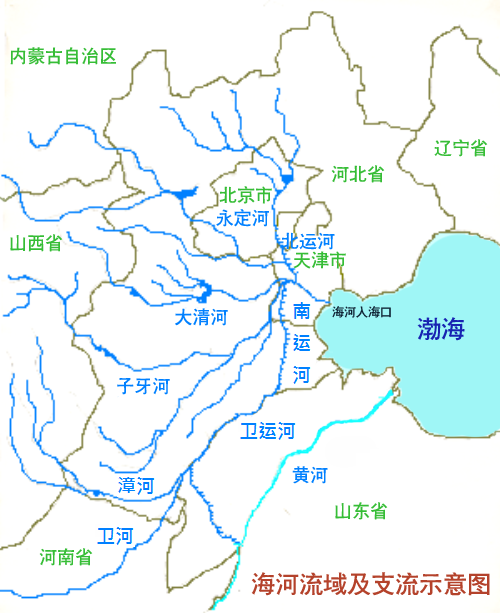
A Hajho (Haihe) mellékfolyói

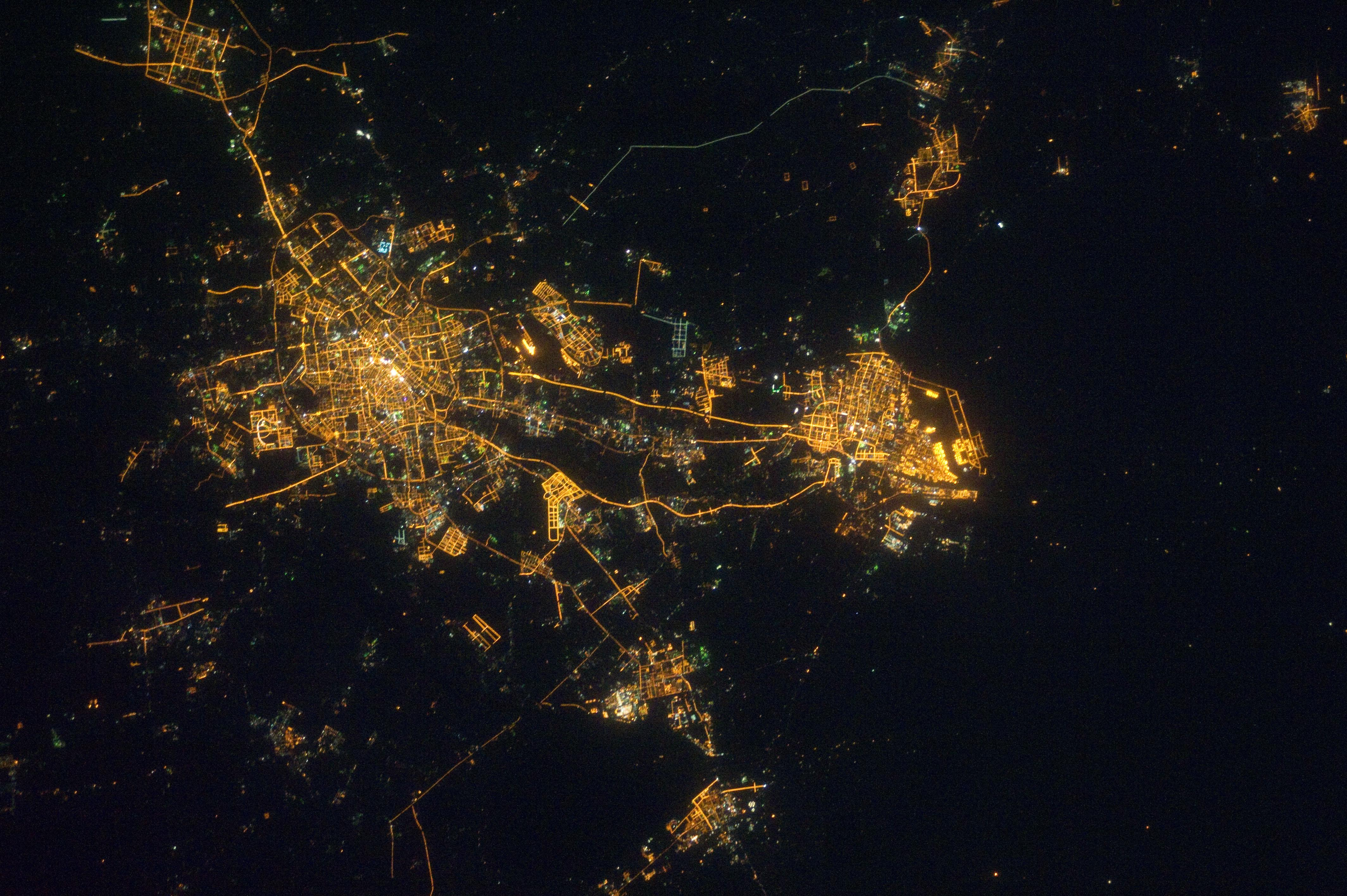
Éjjeli műhold-felvétel Tiencsinről

A Tiencsinhez (Tianjin-hez) tartozó terület legmagasabb csúcsa, a Csi (Ji) megye (蓟县) területén magasodó Csiutingsan (Jiudingshan) (九顶山, 1078,5 m). A hegyekben húzódik kb. 120 km-re magától a várostól északra a Nagy fal egy szakasza, a turisták által látogatott Huangjakuan (Huangyaguan) („Sárga szikla átjáró").
A város folyója a Hajho (Haihe), amely a Cejá (Ziya), Tacsing (Daqing), Jongting (Yongding) folyók és a Nagy-csatorna összefolyása után éri el a Csendes-óceánt a Pinhaj (Binhai) városrész Tangku (Tanggu) körzetében.
A ma ismert város területe egykor mocsaras-lápos vidéken feküdt, leginkább a Sárga-folyónak köszönhetően, amely medrét a történelem során legalább három ma ismert alkalommal változtatta meg, hogy a ma ismert Tiencsin (Tianjin) közelében érje el a Sárga-tengert. Erre először a Tavasz és ősz korszak (i. e. 722-481) idején, majd a Han-dinasztia (i. e. 206- i. sz. 220) illetve utoljára a Szung (Song) császárok uralkodása (960-1279) alatt került sor.
Tiencsin (Tianjin) kimagasló lakosságszáma miatt Kína városhálózatában meghatározó elemnek tekinthető, azonban Peking (Beijing) közelségének következtében a város vonzáskörzete északnyugati irányba kevésbé kiterjedt. Ugyanakkor Pekinggel (Beijing-el) közösen Észak-Kína legnépesebb metropolisz övezetét alkotják. A Köppen-féle éghajlati beosztás szerint Tiencsin (Tianjin) a hideg mérsékelt övön belül a száraz téllel és meleg nyárral jellemezhető éghajlati övezet területén helyezkedik el (Dwa). Az alacsony éves csapadékmennyiség (540 mm) nagy része július-augusztusban hullik, ugyanakkor a város tágabb környékén szemiarid (félszáraz) sztyeppvidékek is találhatóak, amelyek esetében a csapadékmennyiség még csekélyebb így a város a nedves kontinentális zónába (Köppen: Dwa) ill. a hozzá tartozó körzetek részben a fél-száraz sztyepp (Bsk) zónába esnek. A Tiencsinben (Tianjin-ben) valaha mért leghidegebb hőmérséklet -22,9 °C, míg a legmelegebb 40,5 °C volt.

## Közigazgatási beosztás

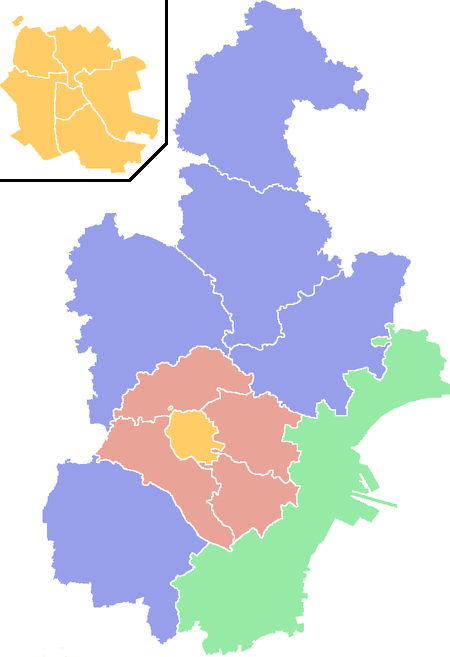
Tiencsin közigazgatási felosztása

Tiencsin (Tianjin) tartományi jogú város 16 megyei jogú egységre oszlik, ezen belül 13 körzetre (kerületre) és 3 megyére.
Városi kerületek(sárga ill. zöld)
- Hoping kerület (Heping qu 和平区)
- Hotung kerület (Hedong qu 河东区)
- Hohszi kerület (Hexi qu 河西区)
- Nankaj kerület (Nankai qu 南开区)
- Hopej kerület (Hebei qu 河北区)
- Hungcsiao kerület (Hongqiao qu 红桥区)
- Pinhaj Új Terület (Binhai Xinqu 滨海新区)

Elővárosi körzetek(piros)
- Csinnan körzet (Jinnan qu 津南区)
- Tungli körzet (Dongli qu 东丽区)
- Hszicsing körzet (Xiqing qu 西青区)
- Pejcsen körzet (Beichen qu 北辰区)

Két vidéki körzet és három vidéki megye(kék)
- Paoti körzet (Baodi qu 宝坻区)
- Vucsing körzet (Wuqing qu 武清区)
- Csi megye (Ji xian 蓟县)
- Csinghaj megye (Jinghai xian 静海县)
- Ningho megye (Ninghe xian宁河县)

Ezek mellett a Tiencsin (Tianjin) Gazdasági és Technológiai Fejlődési Terület (TEDA) ugyan formálisan nem adminisztratív szintű egység, ugyanakkor hasonló jogokat élvez mint egy rendes körzet.

## Politika
Tiencsin (Tianjin) politikai rendszere kettős pártrendszerben működik, akárcsak a kontinentális Kína minden más kormányzati intézménye. A polgármester tölti be a város legmagasabb politikai vezető posztját. Mivel Tiencsin (Tianjin) tartományi jogú város, így a polgármester a tartományi kormányzókéval megegyező jogokkal bír. Nála valamivel szélesebb hatáskörrel rendelkezik a Kommunista Párt (KKP) Városi Pártbizottságának titkára, akire sokszor csak „Tiencsini (Tianjin-i) Pártvezérként” hivatkoznak.
Tiencsin (Tianjin) polgármestere 2007 óta Huang Hszing-kuo (Huang Xingguo).

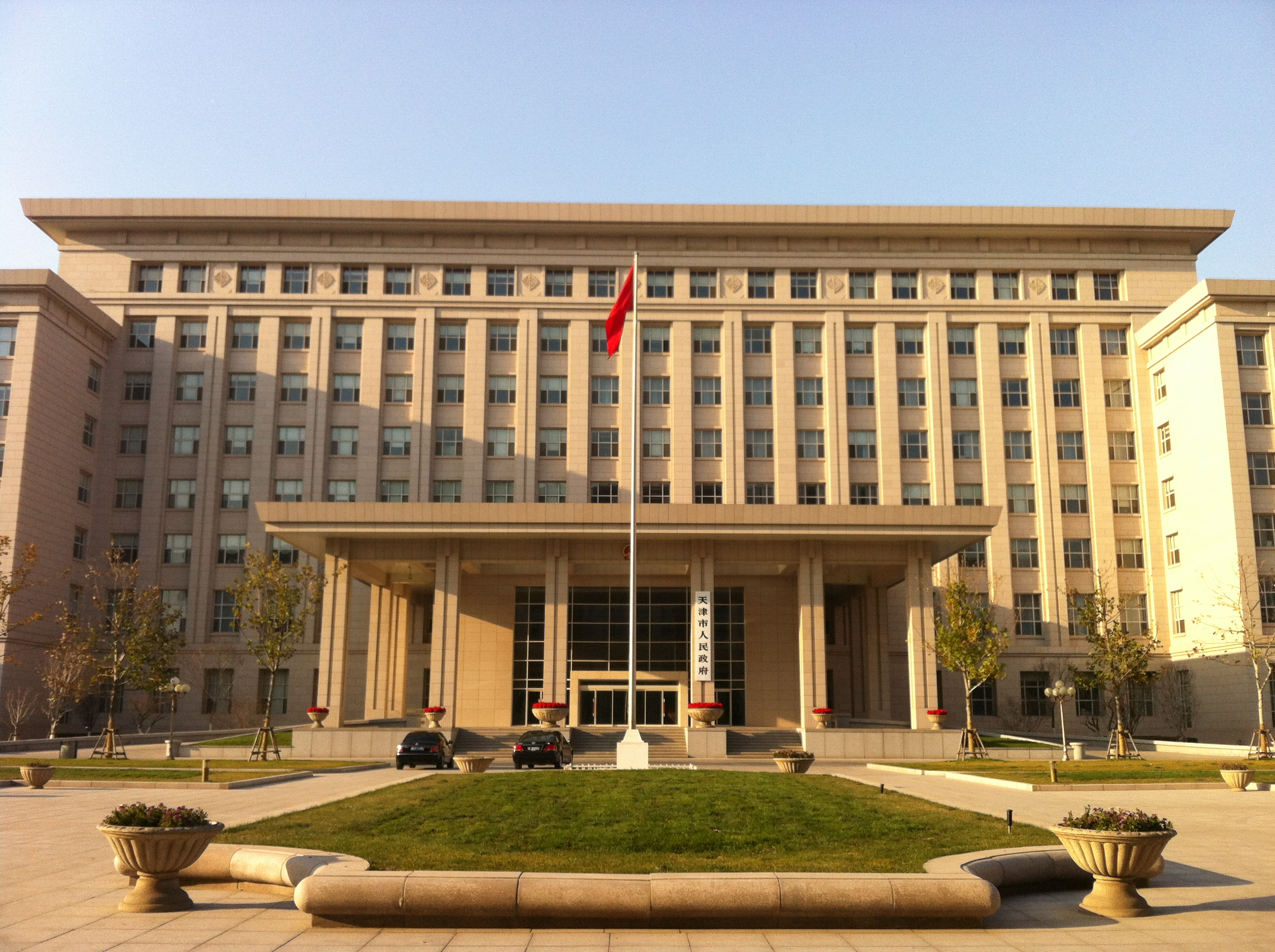
A Tiencsini Népi Kormány (városvezetés) székháza (2011)

A városi pártbizottságot a korábbi elnök Hu Csin-tao (Hu Jintao) pártfogoltjának tartott Szun Csun-lan (Sun Chunlan) vezeti, jelenleg ő az egyetlen női tartományi szintű pártvezető, ill. a második a Népköztársaság történetében.

## Gazdaság
Tiencsin (Tianjin) a 20. század eleje óta Kínai legfejlettebb városainak egyike volt, virágzott az ipar, kereskedelem és a bank szektor. Azonban a Népköztársaság megalakulása utáni két évtizedben a város többé már nem tartozott a fontos befektetési célpontok közé. Ehhez járultak hozzá az 1976-os Tangsani földrengés (Tangshan-i földrengés) okozta károk, valamint a központi vezetés délkeleti partvidéket támogató politikája. Mindezeknek köszönhetően Tiencsin (Tianjin) fokozatosan elveszítette gazdasági vezető pozícióját. Mindemellett Peking (Beijing) közelsége a kezdetektől fogva komoly vonzó hatást gyakorolt a város tehetséges lakóira, akik a jobb lehetőségek reményében gyakran a fővárosban kerestek boldogulást.

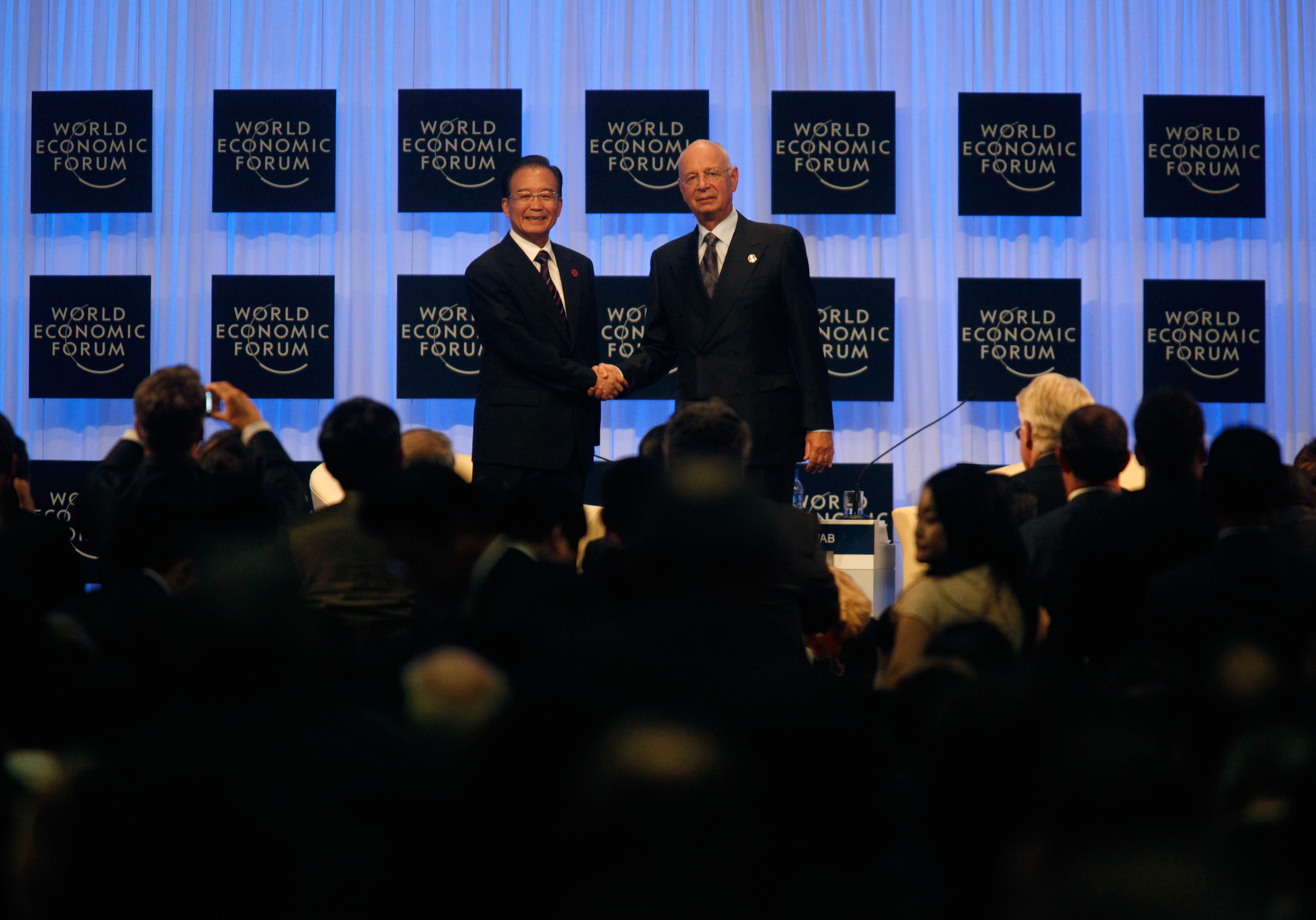
Ven Csia-pao (Wen Jiabao) és Klaus Schwab a "Nyári Davos" Világgazdasági Fórum 2010-es találkozóján

Az 1980-as években Tiencsin (Tianjin) gazdasági fejlődésének üteme lassabb volt mint az országos átlag, bár 1984-ben 13 másik tengerparti várossal együtt megnyitották a külföldi befektetések előtt. 1994-ben stratégiát váltott a város vezetése, és minden energiát a partmenti Pinhaj Új Terület (Binhai Új Terület) fejlesztésére fordított. 2005-től kezdődően az ország központi vezetése felvette a Pinhaj (Binhai) körzetet az országos fejlesztési stratégiába, és reformtervekbe, így lassan beindult a gazdasági fejlődés.
A Tiencsini Kikötő (Tianjini Kikötő) a 2003-as nem egész 1 millió tonna forgalomról 4 millió tonnára ugrott, így Észak-Kína legnagyobb kikötőjévé vált. A 2012-es adatok szerint Tiencsin (Tianjin) GDP-je elérte az 1,29 trillió jüant, ez 2011-hez képest 13,8%-os növekedés volt. A 2013 év adatai szerint a GDP 1,43 trillió jüan, míg a növekedés az előző évhez képest 12,5%-os volt.
2007 óta Tiencsin (Tianjin) és Talien (Dalian) városának egyike fogadja felváltva a Világgazdasági Fórum "Nyári Davos" éves találkozóját.
Ugyancsak Tiencsin (Tianjin) városa látta vendégül a 2010-es ENSZ Klímaváltozás Konferencia meghívottait.

## Népesség
Tiencsin (Tianjin) a Ming császároktól kezdve falakkal megerősített határ menti helyőrség volt, lakosságát főként délről, az (Anhuj (Anhui) és Csiangszu (Jiangsu) tartományok északi részéből érkező bevándorlók alkották. Az 1860-as éveket követő nyugati koncessziók megnyitása révén sok külföldi költözött a 19-20. század fordulóján a városba. A jobb módúak az angol ill. francia zónában éltek, míg az 1917-es bolsevik forradalom elől menekülő oroszok (fehérgárdisták) majd az európai Holokauszt miatt menedéket kereső zsidók főként a japán koncesszióban, vagy az az angolok által birtokolt terület déli szélén telepedtek meg.

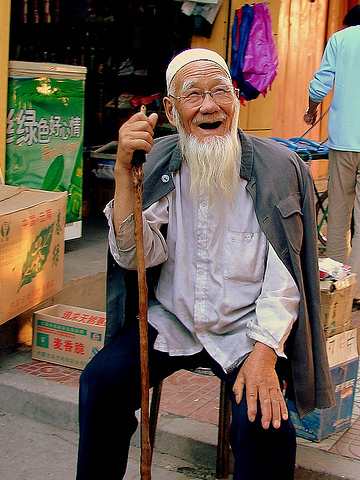
Idős hui (kínai muszlim) nemzetiségű férfi

A külföldiek 1949 után kényszerültek elhagyni a frissen megalapított Népköztársaságot, megszűnt a külföldi bevándorlás, így ezt követően a város népességszáma a természetes szaporulat mellett az országon belüli migráció révén növekedett. A hadurak időszaka alatti Pejjang-kormány (Beiyang-kormány) idején nagyon sok volt Csing (Qing)- ill. Pejjang (Beiyang)– hivatalnok költözött Tiencsinbe (Tianjin-be), de mellettük sok ún. komprádor (nyugati vállalatok kínai vezetői) és nemzeti kapitalista építtetett itt villát, melyek közül sok a mai napig áll.
A 2011-es népszámlálás szerint Tiencsin (Tianjin) város és a hozzá tartozó területek lakossága 13,54 millió volt, ebből 9,9 millió rendelkezett állandó lakhelyt igazoló papírral (hukou). Az állandó lakosok közül 6,13 millió fő volt városlakó, míg 3,82 millió a vidéki területeken élt.

### Népességváltozás
| 2016 | 13 245 000 |
| 2020 | 13 866 009 |

### Etnikumok
A 2005-ös népszámlálás szerint a Kínai Népköztársaság 56 nemzetiségéből 52 képviselteti magát Tiencsinben (Tianjin-ben). A lakosság 97%-a vallotta magát han nemzetiségűnek, 2% hui-nak (muszlim etnikai csoport) 0,6% mandzsunak. Tízezer fő feletti lélekszámú kisebbség volt még a mongol és a koreai.

## Oktatás

### Egyetemek és felsőfokú oktatási intézmények

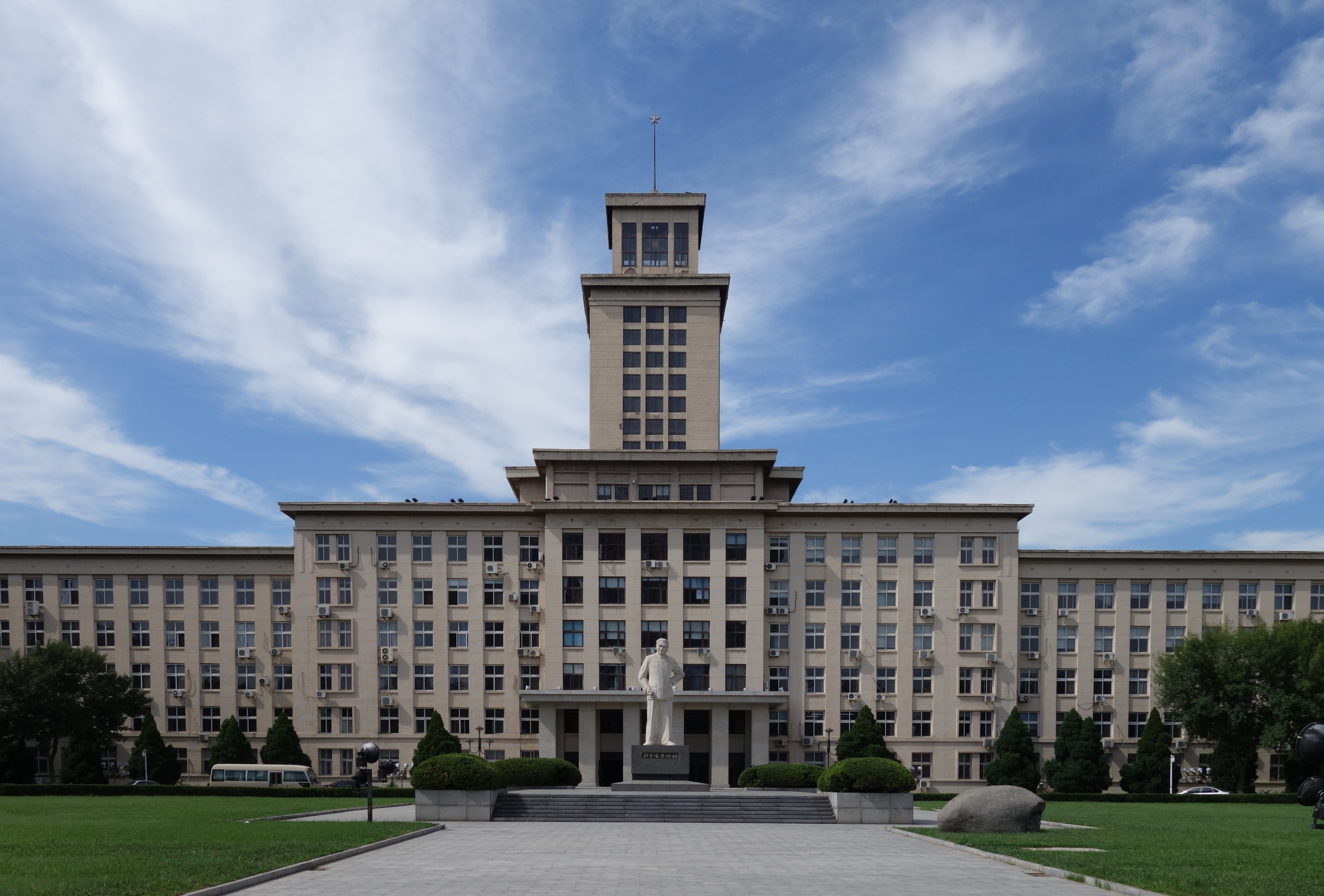
A Nankaj Egyetem főépülete, előtte Csou En-laj (Zhou Enlai) szobra

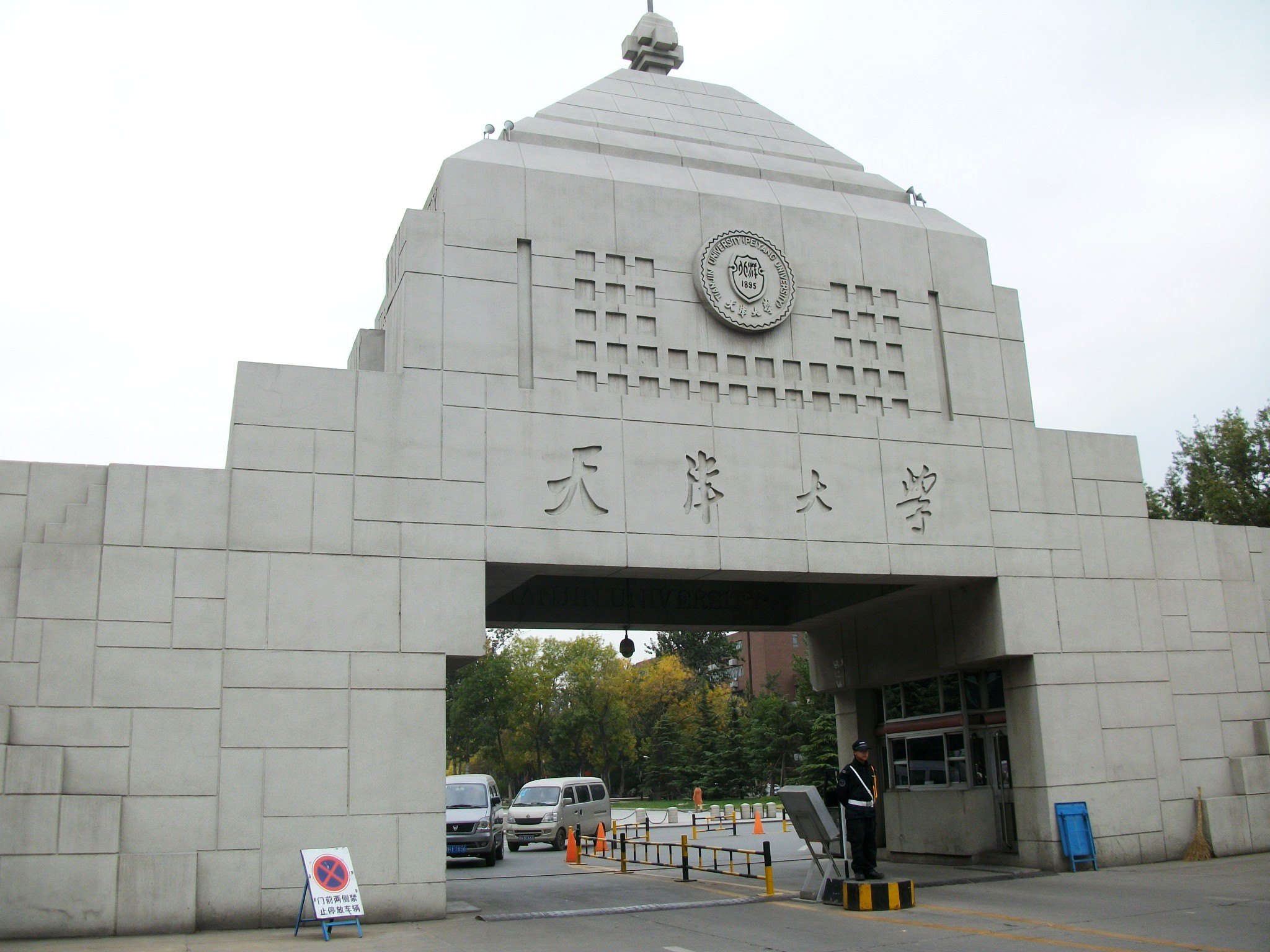
A Tianjin Egyetem főbejárata

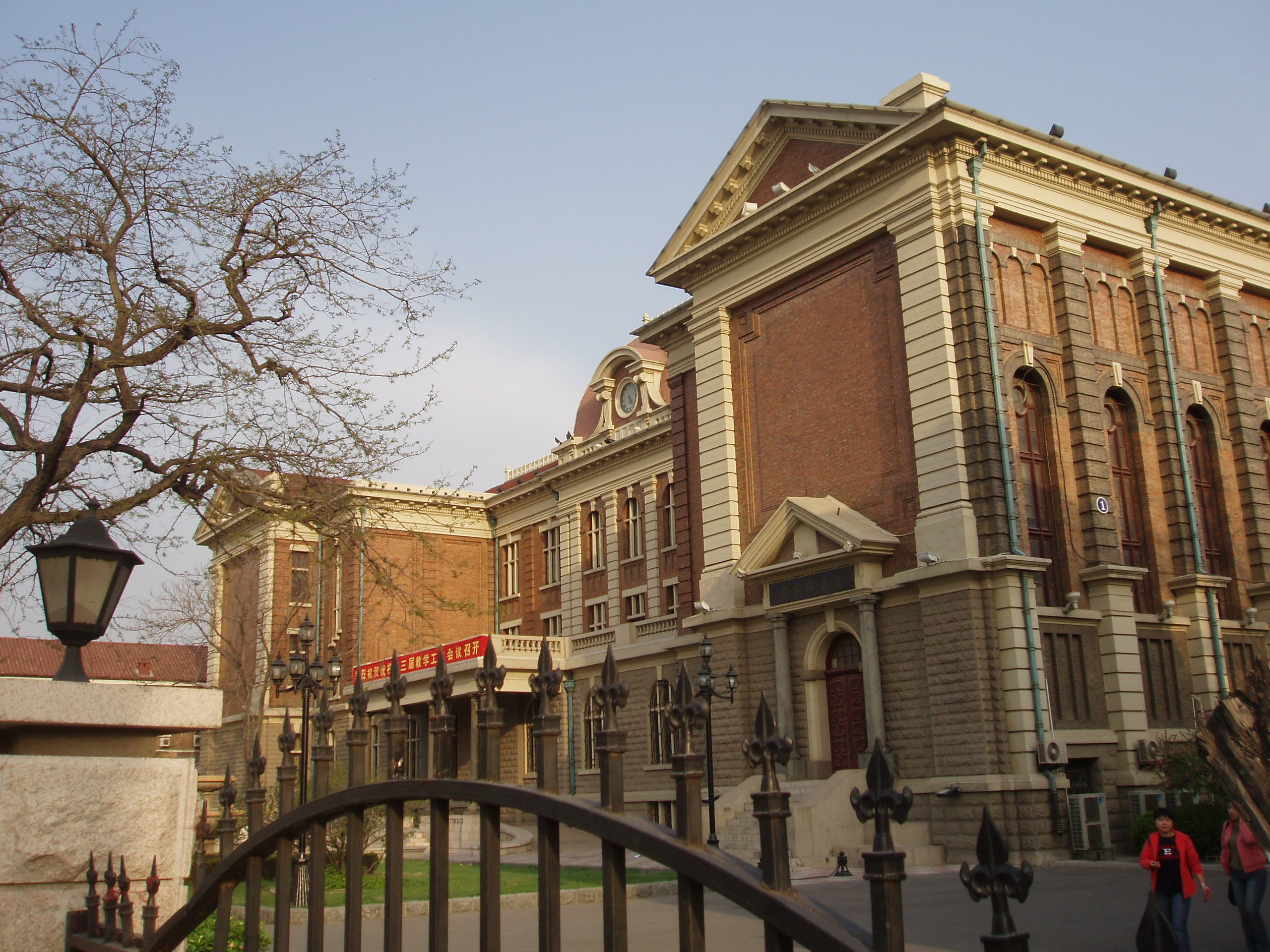
A Tiencsini Idegennyelvi Egyetem (TFLU) főépülete

#### Az Oktatási Minisztérium közvetlen irányítása alatt álló egyetemek
- Nankaj Egyetem (Nankai Egyetem) (Nankai Daxue 南开大学)

1919-ben alapították, Kína egyik legnagyobb presztízsű egyeteme. A Leideni Egyetem 2013-as rangsora szerint a világ egyetemeinek sorában az 53. helyen áll. Leghíresebb öregdiákja, akinek szobra díszíti az egyetem déli főkapuját, Csou En-laj (Zhou Enlai) a Népköztársaság egykori külügyminisztere, majd miniszterelnöke.
- Tiencsin Egyetem (Tianjin Egyetem) (Tianjin Daxue 天津大学)

Kína első egyeteme, 1895-ben alapították. Korábbi neve Pejjang Egyetem (Beiyang Egyetem) (Beiyang Daxue 北洋大学）volt, 1951 óta ismét a mai néven működik. 2013-ban a világ egyetemeinek ranglistáján a 354. helyen áll.

#### Városi irányítás alatt álló intézmények
- Műszaki Egyetem (Tianjin Gongye Daxue 天津工业大学)
- Orvosi Egyetem (Tianjin Yike Daxue 天津医科大学)
- Tanárképző Főiskola (Tianjin Shifan Daxue 天津师范大学)
- Tudományos és Technológiai Egyetem (Tianjin Keji Daxue 天津科技大学)
- Technológiai Egyetem (Tianjin Ligong Daxue 天津理工大学)
- Gazdasági és Pénzügyi Főiskola (Tianjin Caijing Daxue 天津财经大学)
- Kereskedelmi Főiskola (Tianjin Shangye Daxue 天津商业大学)
- Szépművészeti Akadémia (Tianjin Meishu Xueyuan 天津美术学院)
- Agrár Főiskola (Tianjin Nongye Xueyuan 天津农学院)
- Zenei Konzervatórium (Tianjin Yinyue Xueyuan 天津音乐学院)
- Idegennyelvi Egyetem(Tianjin Waiguoyu Daxue 天津外国语大学)
- Testnevelési Főiskola (Tianjin Tiyu Xueyuan 天津体育学院)
- Technológiai és Tanárképző Főiskola (Tianjin Zhiye Jishu ShifanDaxue 天津职业技术师范大学)
- Hagyományos Kínai Orvoslás Főiskola (Tianjin Zhongyi Xueyuan 天津中医学院)
- Várostervezési Főiskola (Tianjin Chengshi Xueyuan 天津城市建设学院)

#### Az országos Civil Légügyi Hatóság (中国民用航空局) alá tartozik
- Civil Repülési Egyetem (Zhongguo Minhang Daxue 中国民航大学)

#### Hopej(Hebei)tartomány irányítása alatt
- Hopej (Hebei) Műszaki Egyetem(Hebei Gongye Daxue 河北工业大学)

Első kínai műszaki egyetem, 1903-ban alapította Jüan Si-kaj (Yuan Shikai),császári engedéllyel.

#### Külföldi intézmények
- Floridai Nemzetközi Egyetem Tiencsini Központja (Florida International University (FIU) Tianjin Center)

Az Floridai Nemzetközi Egyetem (Miami, Amerikai Egyesült Államok) és a Tiencsini Kereskedelmi Főiskola ( 天津商业大学) együttműködésének köszönhetően nyílt 2006-ban.
- Nagy Fal MBA Program (Great Wall MBA Program), az Oklahomai City Meinders School of Business (Oklahoma, Egyesült Államok) gazdálkodás és menedzsment mesterképzési programja 1986 óta a Tiencsini Gazdasági és Pénzügyi Főiskola (天津财经大学) kampuszán.
- A tiencsini Raffles Design Institute a Tiencsini Kereskedelmi Főiskola (天津商业大学), a Boustead College (天津商业大学宝德学院) magániskola és a szingapúri Raffles Design Institute közös projektje.

#### Magániskola
- Boustead College (天津商业大学宝德学院)

A Kereskedelmi Főiskola (天津商业大学) által 2004-ben létrehozott kétéves képzést adó magánintézmény.

## Kultúra

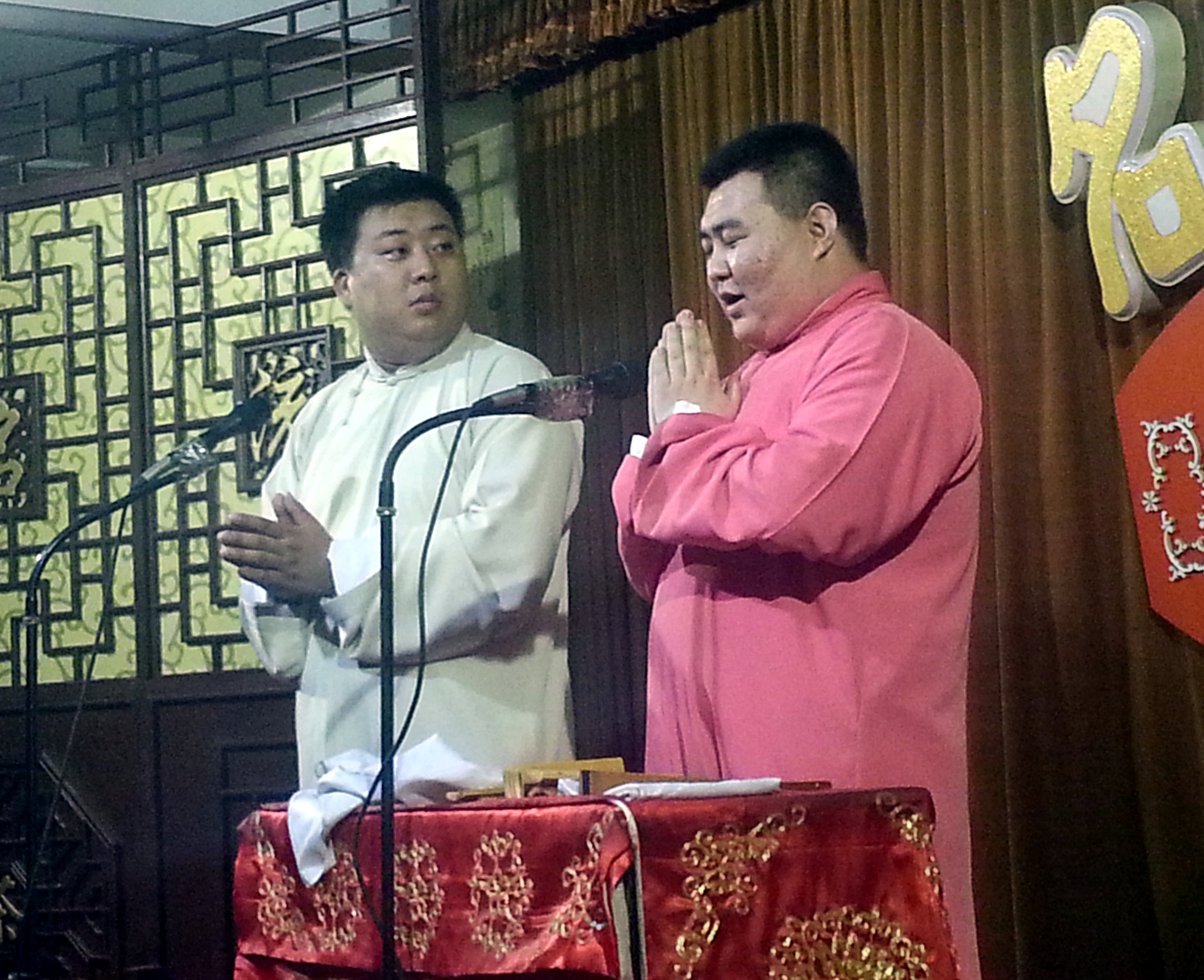
Kínai kabaré (xiangsheng) egy tiencsini (tianjini) színházban

Tiencsin (Tianjin) kultúráját alapvetően két elem befolyásolta, egyrészt a kezdetektől a Nagy-csatorna mentén észak és dél egymásra hatása, illetve a 19. század második felétől kezdődően pedig a nyugati műveltség.

#### Színház
Tiencsin (Tianjin) híres xiàngsheng 相声 (hagyományos kínai kabaré) és Pekingi opera (jīngjù 京剧) előadásairól. A Csing-dinasztia (Qing-dinasztia) idején kialakuló, majd egyre népszerűbbé váló leginkább két színész által előadott gyors, csipkelődő humoros párbeszédek illetve a valamivel korábbi gyökerű kínai színház talán legismertebb válfaja igen népszerű a helyiek körében, a tiencsini (tianjini) előadóművészek pedig ország-szerte elismertek.

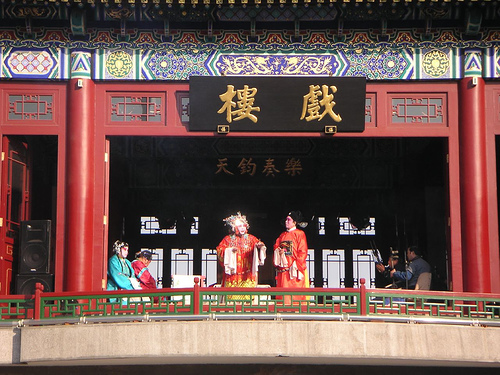
Pekingi opera-előadás a Régi Kultúra Utcájában
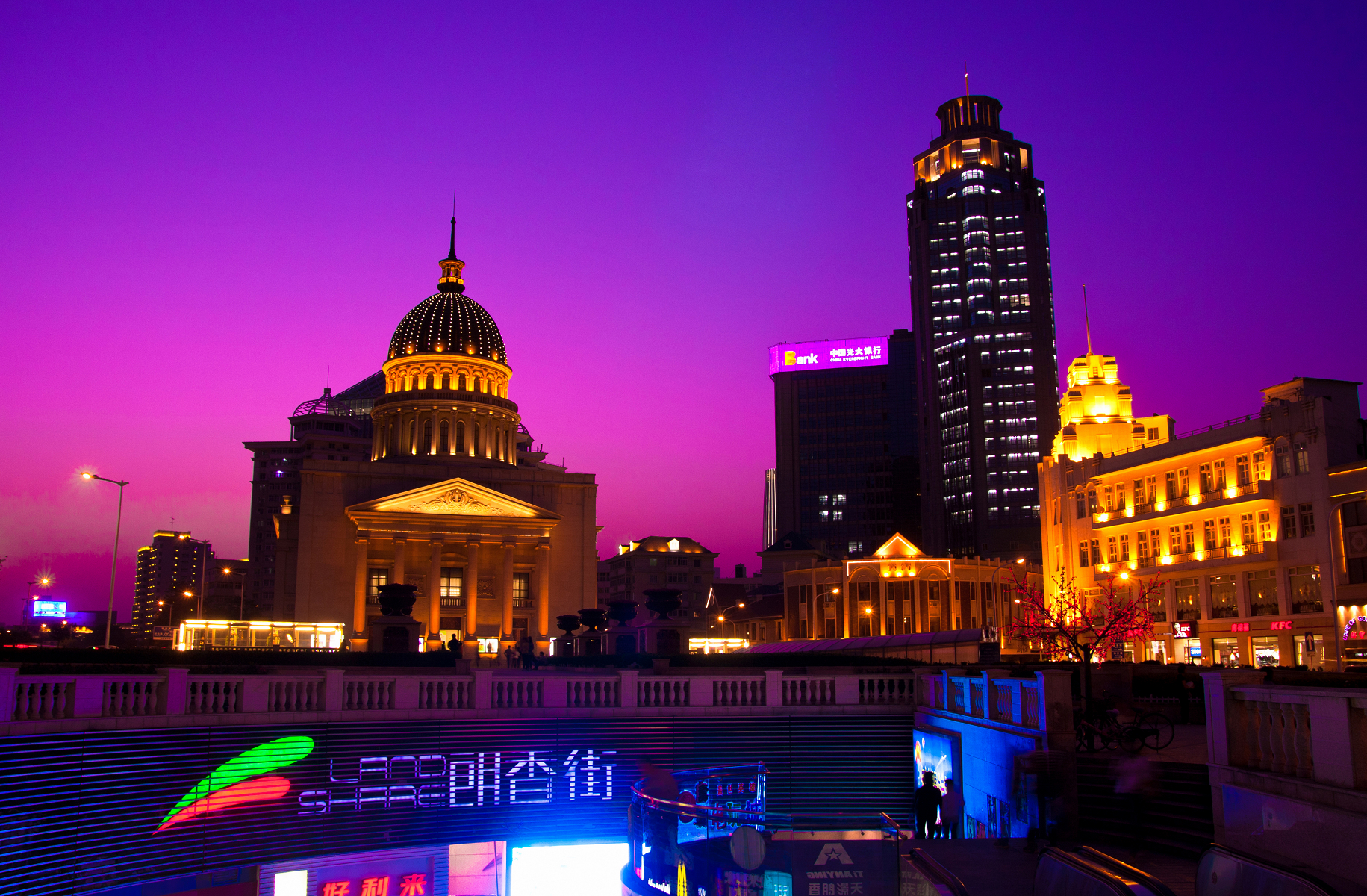
A Tiencsini (Tianjini) Koncert Terem
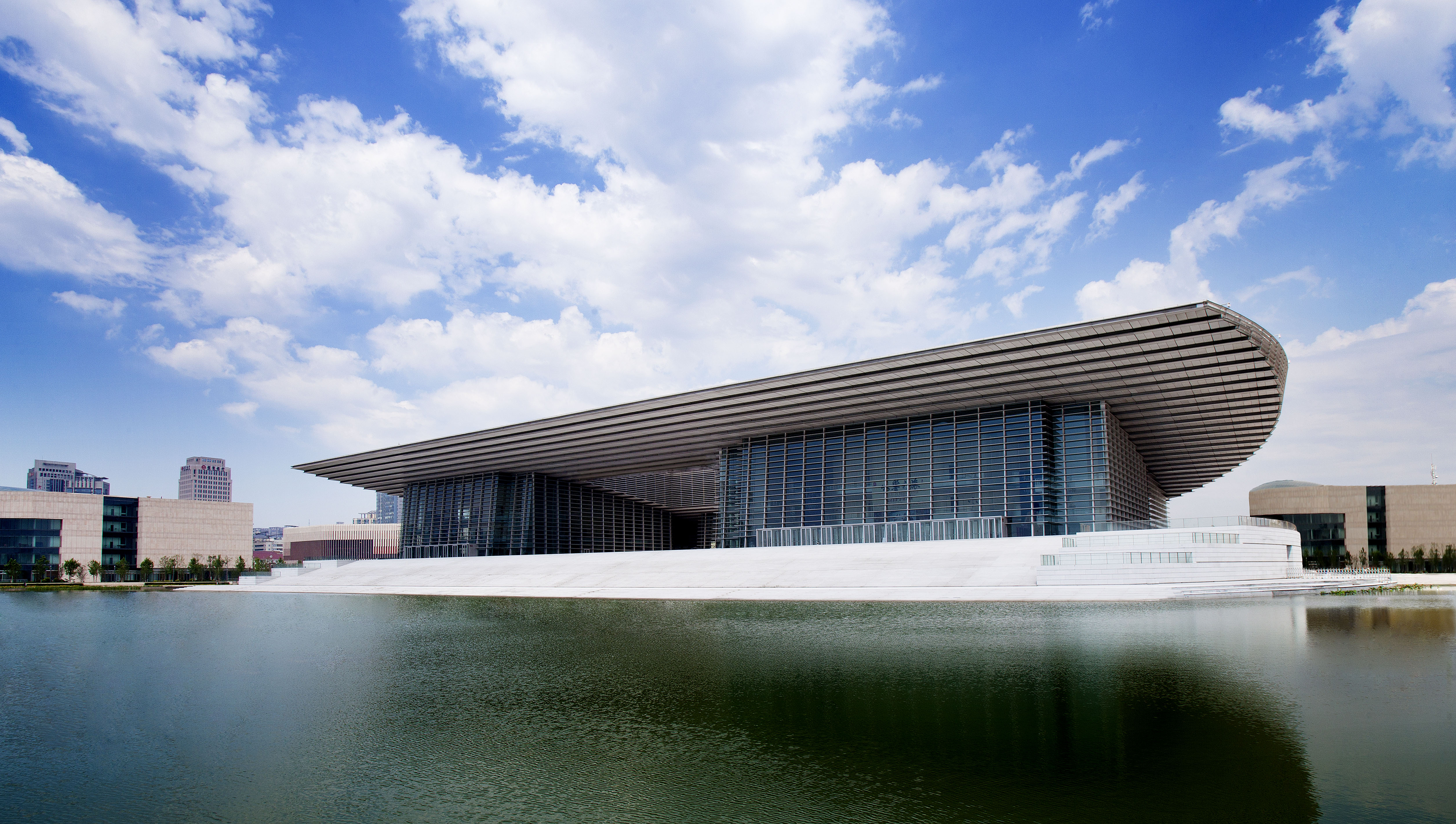
A Tiencsini (Tianjini) Nagyszínház
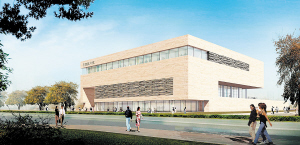
A Tiencsini (Tianjini) Szépművészeti Múzeum

## Közlekedés

### Tengeri kikötők

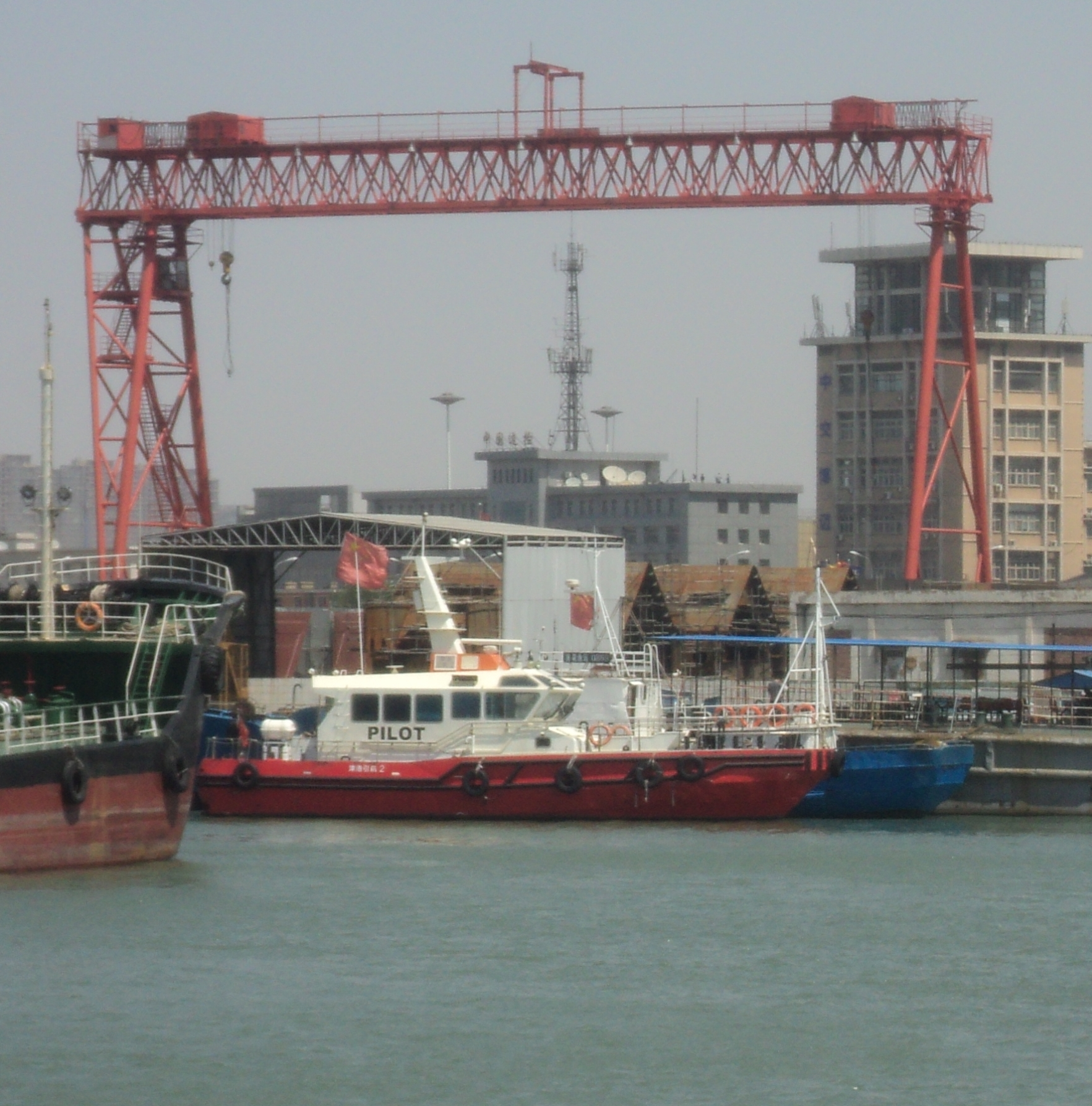
A Tiencsini Kikötő

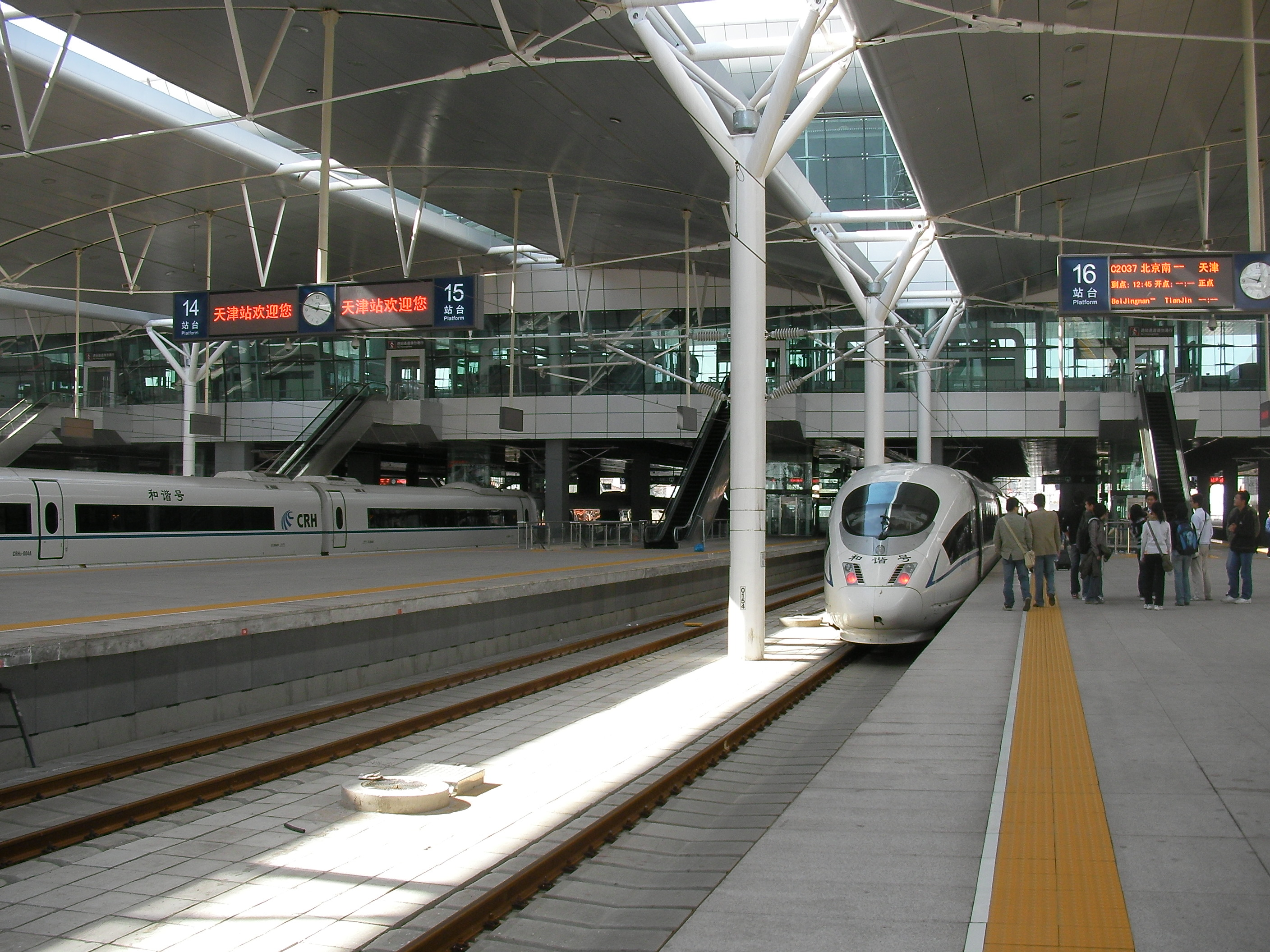
A Tiencsin pályaudvar peronja, háttérben egy CRH3 sorozatú motorvonat

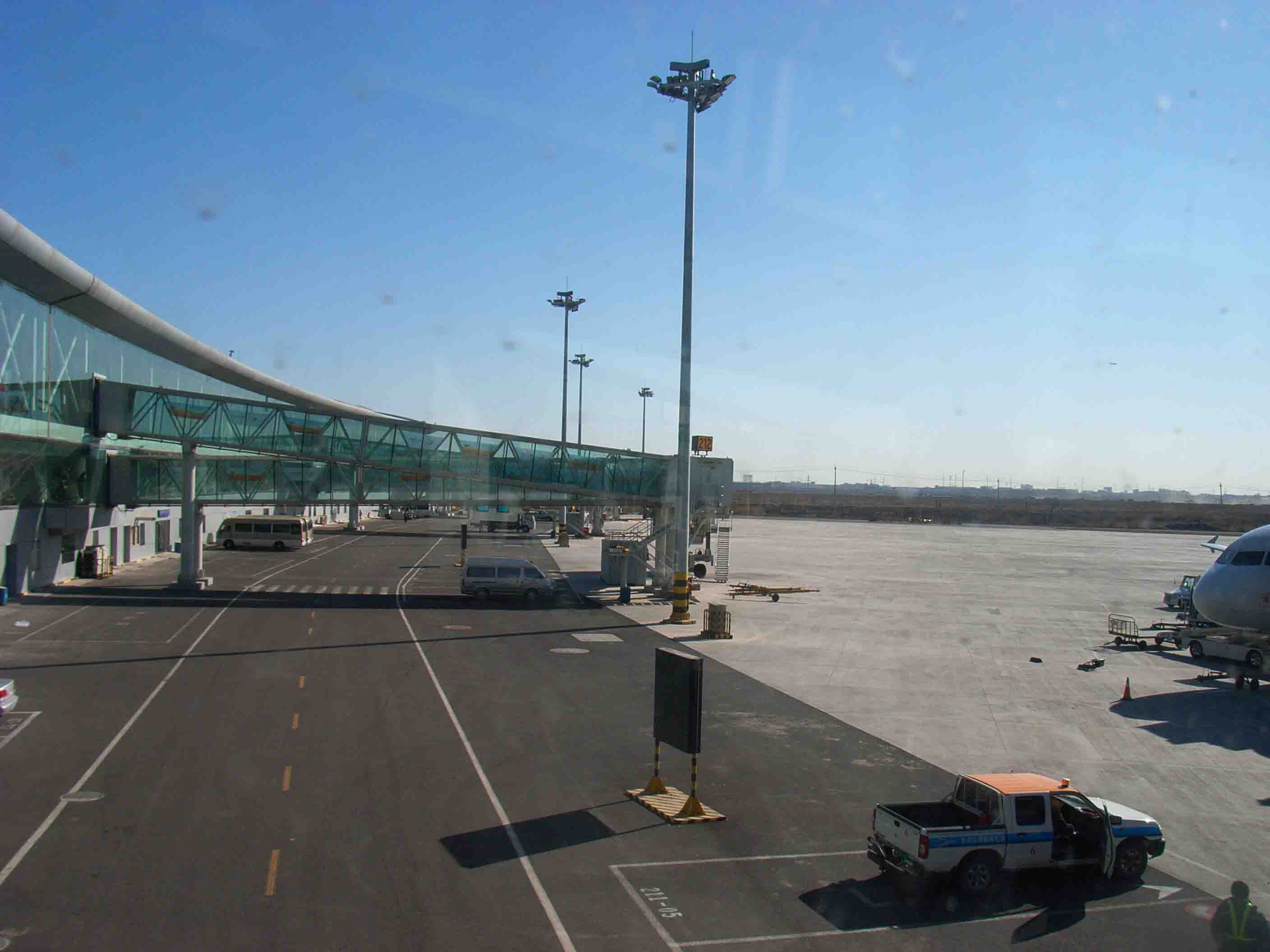
A Tiencsini Nemzetközi Repülőtér

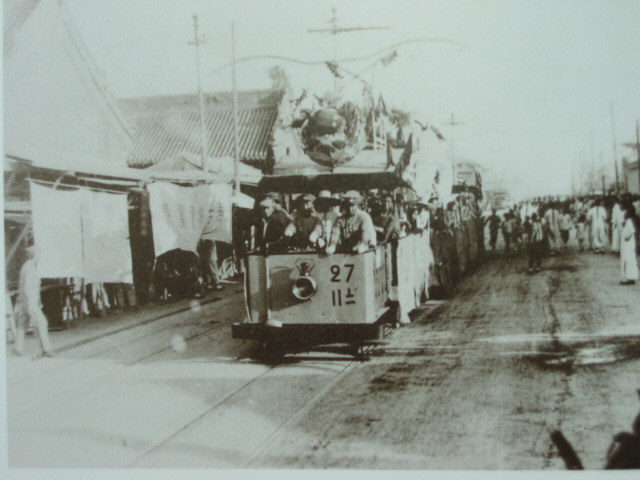
Tiencsin első villamosa (1906)

A Pohaj-tenger (Bohai-tenger) partján fekszik Észak-Kína legnagyobb kikötője, amely a világon is tekintélyes helyet foglal el a tengeri kapuk sorában. A Pinhaj Új Területen (Binhai Új Területen) helyezkedik el, mely Tiencsin (Tianjin) modern hajózási és logisztikai központja.

### Vasút
A város első vasútállomása a Tiencsin pályaudvar, 1888-ban épült. A Hajho (Haihe) folyó bal partján fekvő mellett az újabb építésű Északi, Déli és Nyugati pályaudvarok látják el a fő vasúti közlekedési csomópont-feladatokat. A tengerparti gazdasági övezetben a Tangku (Tanggu) és a TEDA pályaudvaroknak van fontos szerepe.
2008 óta nagysebességű vasútvonal köti össze Tiencsint (Tianjin-t) Pekinggel (Beijing-el), amelyet a Pekingi Olimpiára adtak át. A vonal része a nak, amely 2011-ben készült el.

### Utak és autópályák
Tiencsint (Tianjin-t) három körgyűrű veszi körül, amelyek közül a belső (neihuan) és a középső (zhonghuan) nem zárt, és gyakran kereszteződések szabdalják. A külső (waihuan) gyűrű áll a legközelebb az autópálya-szintű körgyűrű fogalmához, ám forgalma így is gyakran kaotikus.
Tiencsinen (Tianjin-en) halad keresztül több autópálya-vonal is, így a Peking-Sanghaj (Beijing-Shanghai), a Peking-Senjang (Beijing-Shenyang), valamint a tengerparti övezet, Tangkuból Tangsanba (Tanggu-ból Tangshan-ba) tartó ill. el lehet jutni sztrádán Paoting (Baoding) (Hopej (Hebei) tartomány) városába és a Tiencsinhez (Tianjin-hez) tartozó Csi (Ji) megyébe is.
A legfőbb országos autópályák (中华人民共和国国道) közül több is érinti a várost, így a Peking-Harbin (Beijing-Haerbin), Peking-Tangku (Beijing-Tanggu), Peking-Fucsou (Beijing-Fuzhou), Peking-Makaó (Beijing-Makaó (Aomen)), Sanhajkuan (Hopej)-Kanton (Shanhaiguan (Hebei)-Guangzhou).

### Légi közlekedés
A Tiencsin (Tianjin) Pinhaj (Binhai) nemzetközi repülőtér (ZBTJ) (天津滨海国际机场) Tungli (Dongli) körzetben található. A repülőteret a városközponttal a 2-es metróvonal köti össze. Az először 1939-ben megépített légikikötő ma a belföldi mellett nemzetközi légi forgalmat is bonyolít.

### Tömegközlekedés
Tiencsin (Tianjin) tömegközlekedését először belga közreműködéssel szervezték meg, amikor az 1901-ben koncessziót szerző európai állam 1906-tól szolgálatba állította az első villamoskocsikat a korabeli Kínában másodikként (Hongkonggal is számolva harmadik). A villamoshálózat 1972-ig üzemelt, amikor kivonták a szerelvényeket a forgalomból. 2007 óta TEDA városrészbe visszatértek a villamosok, természetesen korszerű kivitelben.
A városi metróhálózat kiépítése 1970-ben indult meg, de az 1984-ben átadott vonalat 2001-ben lezárták és csak 2006-ban nyitották meg újra, 1-es metró néven. A 9-es vonal építése szintén 2001-ben indult meg, és 2004-ben adták át, bár legújabban 2011-ben bővítették. Ezeken kívül a 2-es és 3-as vonal egyes szakaszai habár építés alatt állnak, legnagyobb részben már elkészültek és átadták őket az utasforgalomnak.
Tiencsinben (Tianjin-ben) 2008-ban 476 buszjárat szolgálta a tömegközlekedést választókat, így gyakorlatilag bárhová el lehet jutni ezzel a közlekedési eszközzel a városban. Igaz, a jegyárak, más városokhoz képest a kontinentális Kínában viszonylag drágának számítanak, 1,5-2 yuan egy útra, és ezt az utasok is drágállják.

### Taxi
Ahogy Kína legtöbb városában, Tiencsinben (Tianjin-ben) is nagy forgalmat bonyolítanak le a hivatalos és nem hivatalos taxik, a relatíve olcsó viteldíjnak köszönhetően. A taxi gépkocsik legtöbbje Toyota Corolla vagy a város saját autógyárának a FAW-nak személyautó típusa, a Hsziali Vejcsi (Xiali Weizhi). A hivatalos tarifa 3 km-ig 8 yuan, ennek túllépése után kilométerenként 1,7 yuannal növekszik. 2011 óta plusz 1 yuan üzemanyagdíjjal növekszik a tarifa fuvaronként.

## Turizmus
Tiencsin (Tianjin) városa történelméből adódóan elsősorban a volt nyugati koncessziós területek építészeti emlékeivel vonzza a turistákat. A város vezetése nagy hangsúlyt fektet az egykor európaiak által emelt emlékek megőrzésére, illetve az egykori zónáknak megfelelő stílust utánzó épületek létrehozására. A 2005-ben indított tizenöt éves kulturális örökségvédelmi terv keretében újult meg az egykori olasz koncesszió, amely ma „Olasz stílusú utca” („Italian Style Street”) néven európai stílusú éttermekkel veszi körbe a Marco Polo tér környékét. Mellette az egykori Osztrák-Magyar Monarchiát próbálja idézni az egykori konzulátus (ma étteremként működő) felújított épülete, valamint az osztrák-német és magyar (Liszt Ferenc) zeneszerzők szobrai. A Hajho (Haihe) folyó jobb partján az volt francia területen terül el Tiencsin (Tianjin) bevásárló utcája, a Pincsiang tao (Binjiang dao) (滨江道), amely folyópart felén 20. század eleji banképületek és egyéb korabeli hatóságok székhelyei állnak, míg az utca nyugati végén az impozáns neoromán stílusú Szent József székesegyház bújik meg az egyre inkább fölé magasodó üvegpaloták és plázák között.

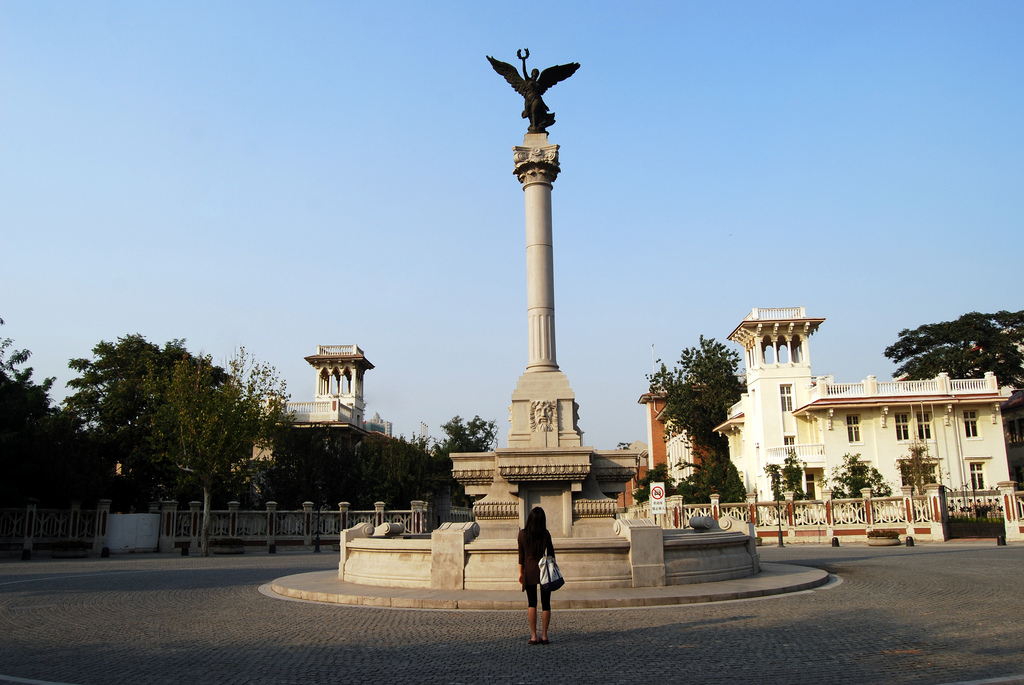
A Marco Polo tér az "Olasz negyedben"

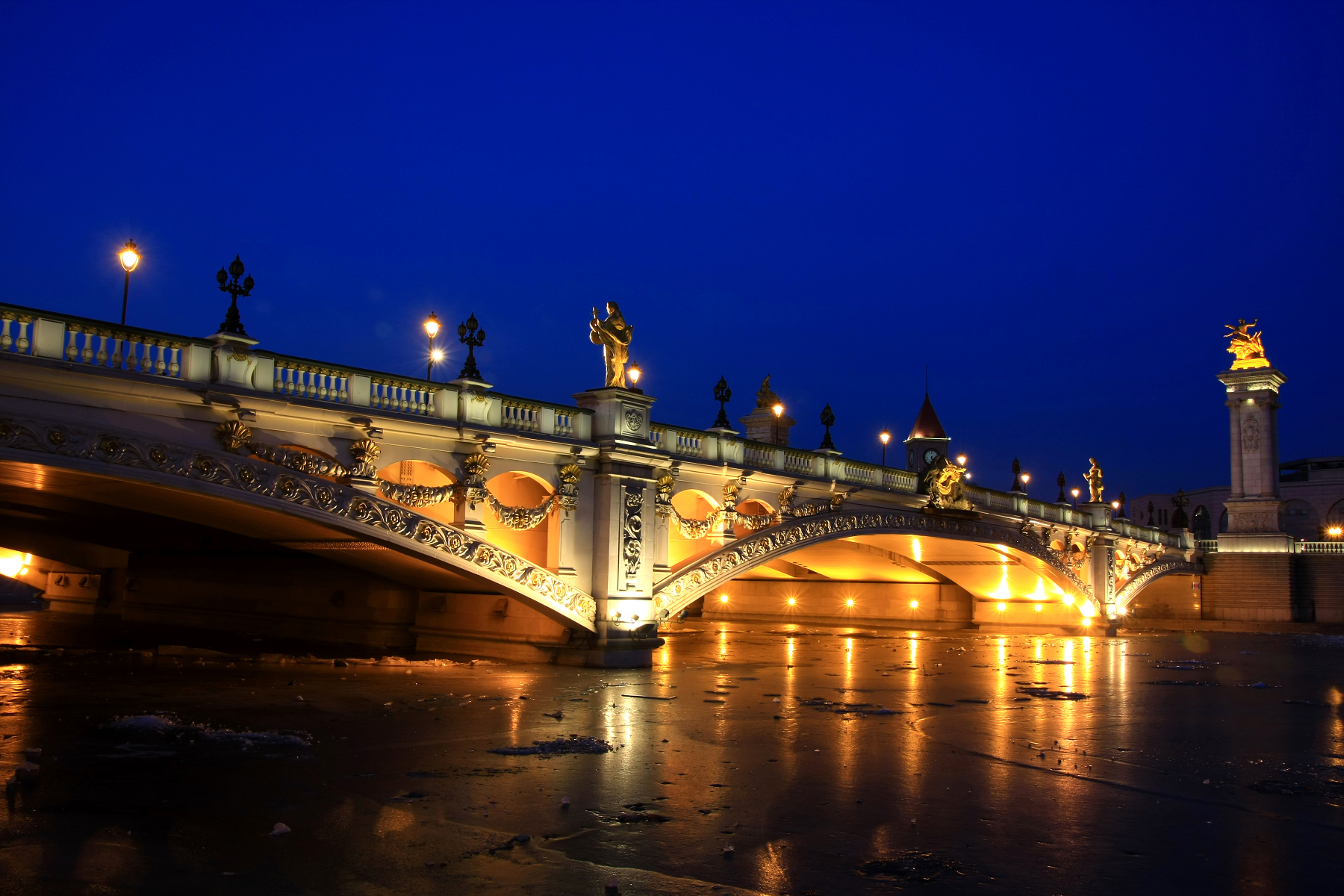
Tiencsin európai stílusú hídja (Beian qiao 北安桥) esti fényekben

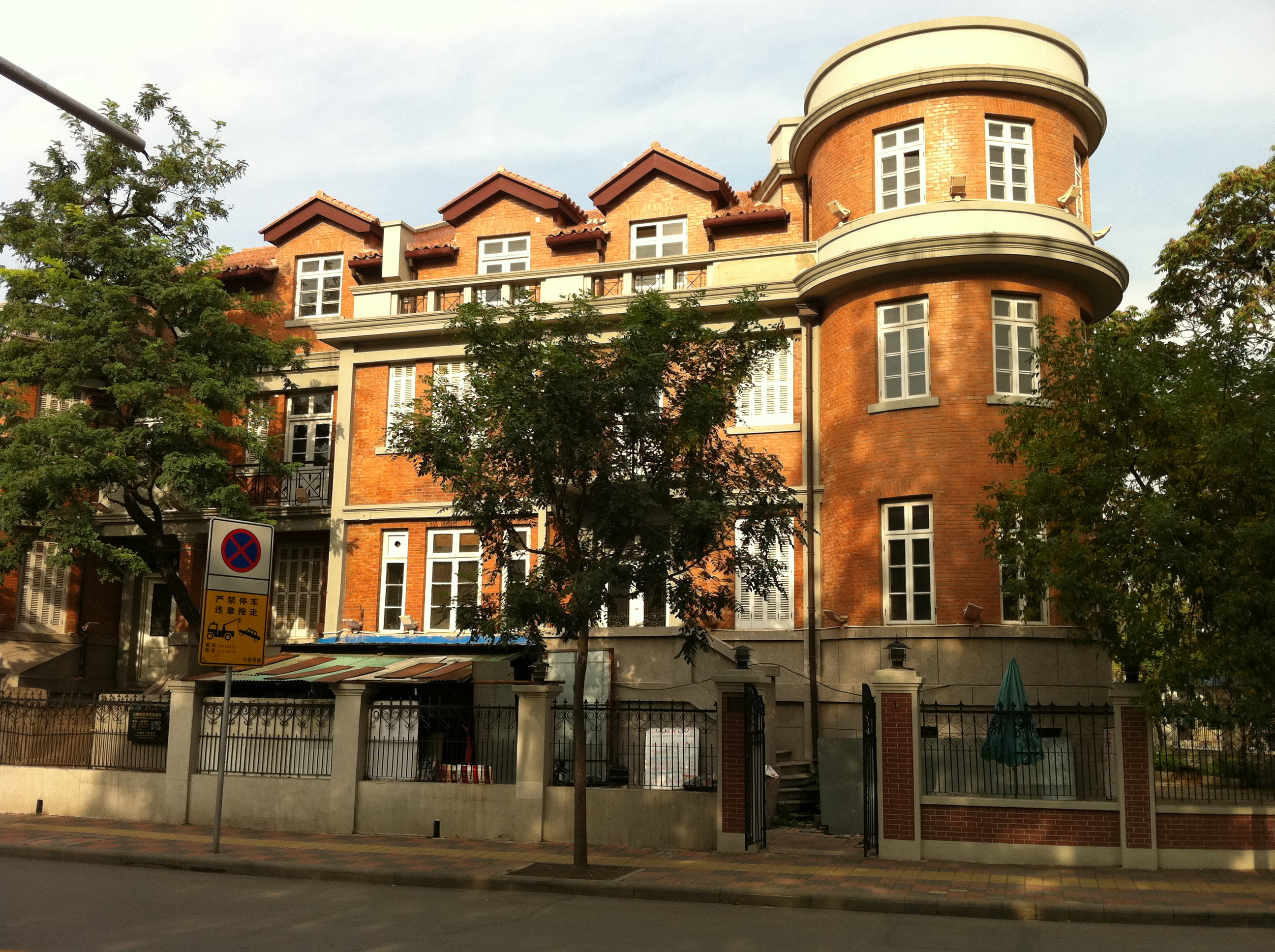
Európai villa az egykori angol zónában (Xinhua lu 新华路)

A szomszédos volt angol zóna legkedveltebb látványosságai az ún. „Öt nagy sugárút” (wǔdàjiē 五大街) mentén sorakozó villák meglepően egységes együttese.
Az egykori kínai óvárostól keletre a Hajho (Haihe) folyó jobb partján található a Régi Kultúra utcája (gǔ wénhuà jiē 古文化街), amely egy hagyományos kínai utca rekonstrukciója, és elsősorban szuvenír-boltok sorakoznak rajta. Az utca közelében található a tenger istennőjének szentelt Tianhou templom (天后宫), valamint a Konfuciusz-templom (wénmiào 文庙).
A város északi, Hopej (Hebei) kerületében áll a Csing (Qing)-kori Nagy Együttérzés kolostor (dà bēiyuàn chányuàn 大悲愿禅院), amely kapujánál hangulatos füstölőket és buddhista talizmánokat árulók standjai sorakoznak. Az óvárostól északnyugatra áll a kínai stílusú Nagymecset (qīngzhēn dàsì 清真大寺), valamint nem messze tőle a helyi bokszerfelkelők központjaként is szolgáló taoista templom, a Lü Cutang (lǚ zǔtáng 吕祖堂).
A régi városrészektől délre Hohszi (Hexi) kerületben terül el a Tiencsin Kulturális Központ (Tiānjīn wénhuà zhōngxīn 天津文化中心), ahol a modern Tiencsin Múzeum (Tiānjīn Bówùguǎn 天津博物馆, Szépművészeti Múzeum (Tiānjīn Měishùguǎn 天津美术馆) és a Nagyszínház (Tiānjīn Dàjùyuàn 天津大剧院) kaptak helyet.
A várostól északra, Csi (Ji) megye hegyein húzódik a Nagy fal egy látogatható szakasza, a „Sárga szikla átjáró“ (huángyáguān 黄崖关). A szakasz eredetileg a 6. században épült, mai formáját a Ming-dinasztia alatt nyerte el, legutóbb az 1980-as években renoválták a kaput és a fal bástyáit. A busszal megközelíthető 700 m feletti hegyvidék természeti szépségeivel is gyönyörködteti az arra járókat.

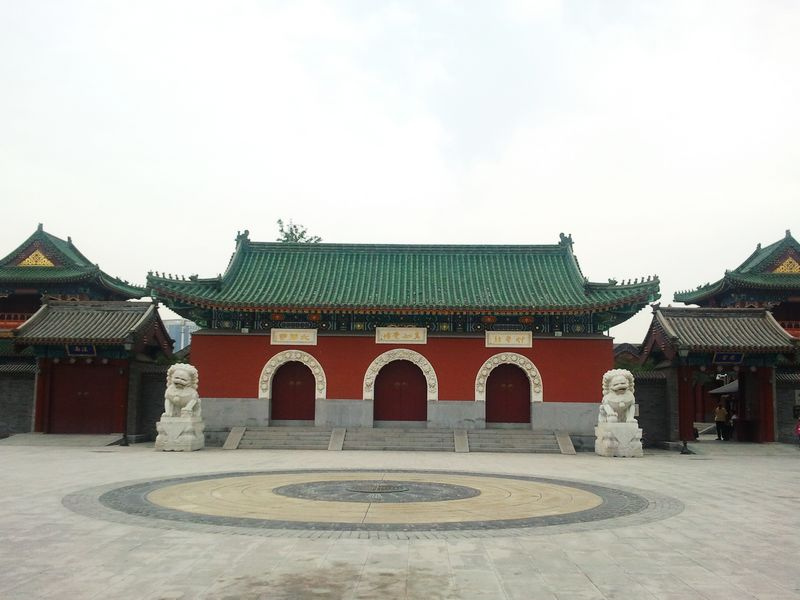
A Nagy Együttérzés buddhista kolostor
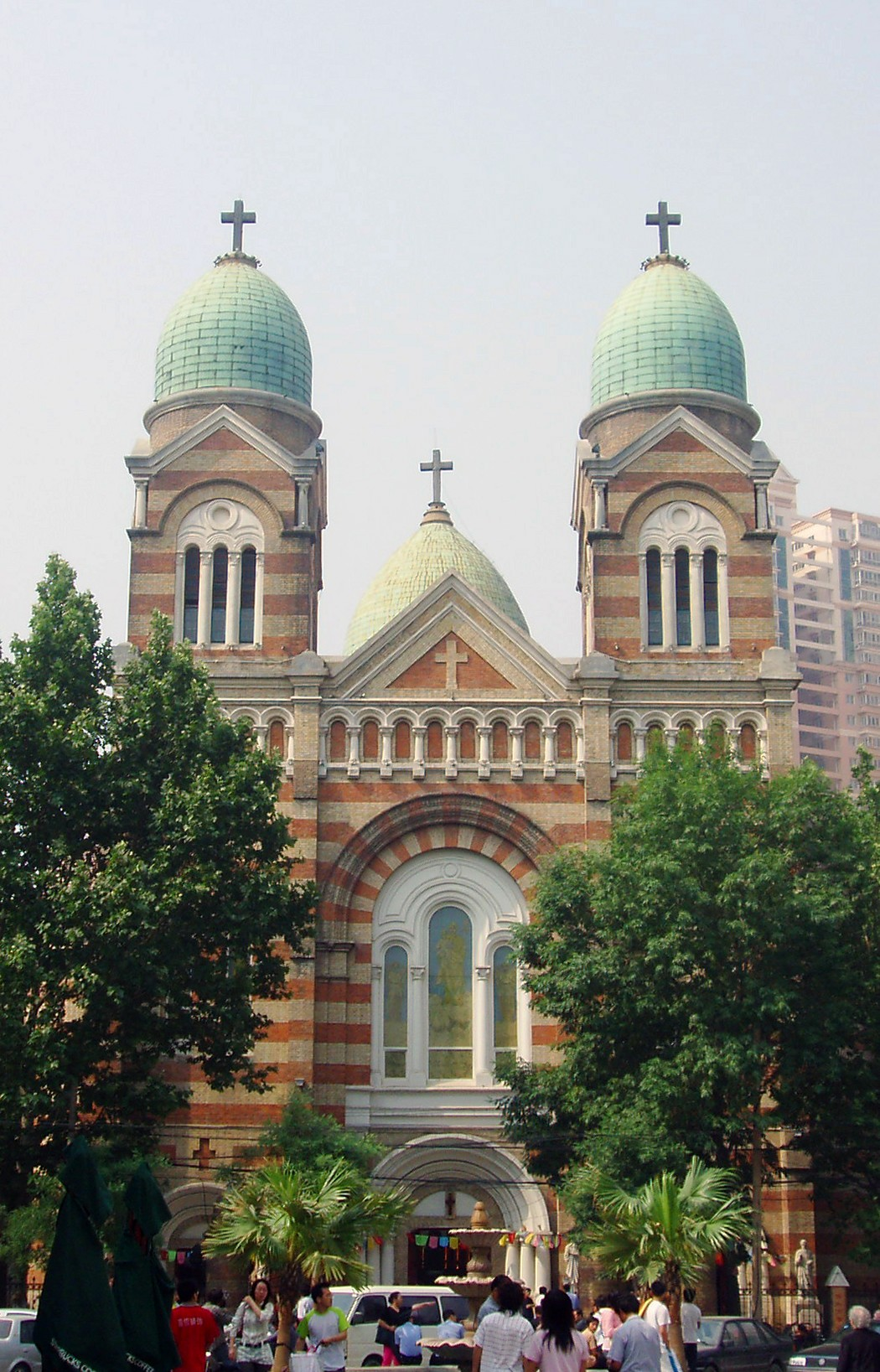
A Szent József (Hszikaj/Xikai) katedrális
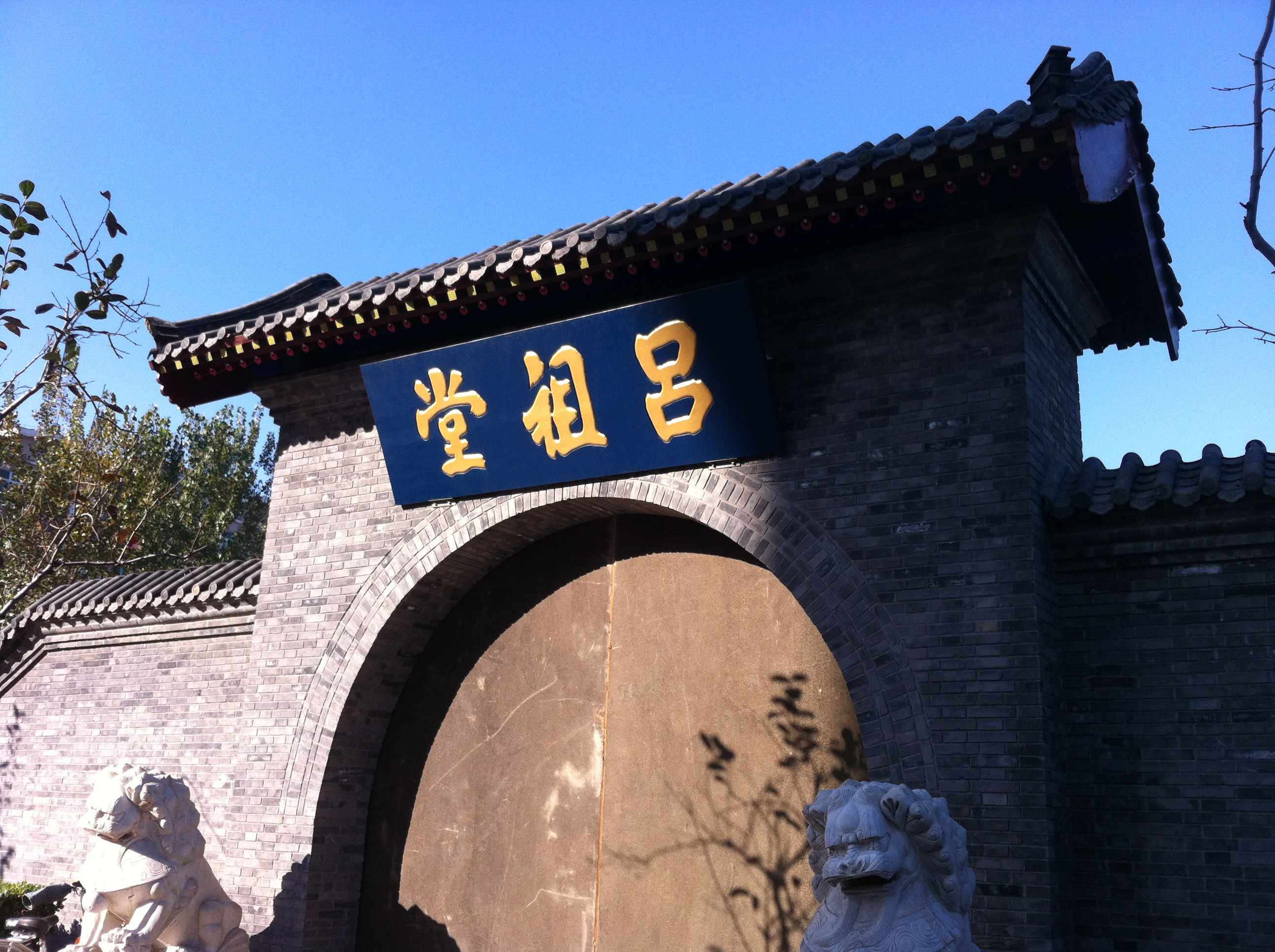
A Lü Cutang taosita templom bejárata
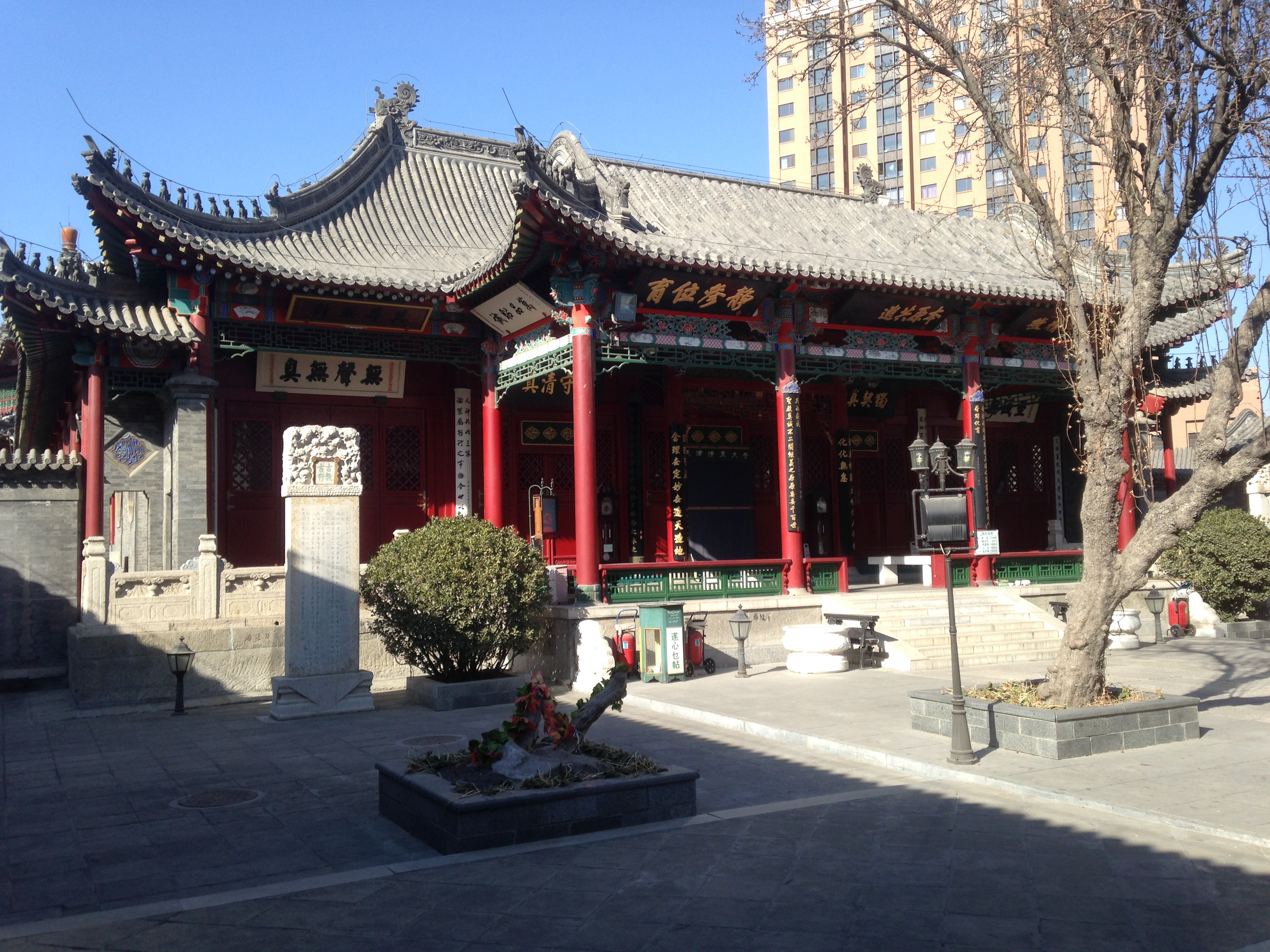
A Nagymecset

## Hírestiencsiniek(tianjiniek)

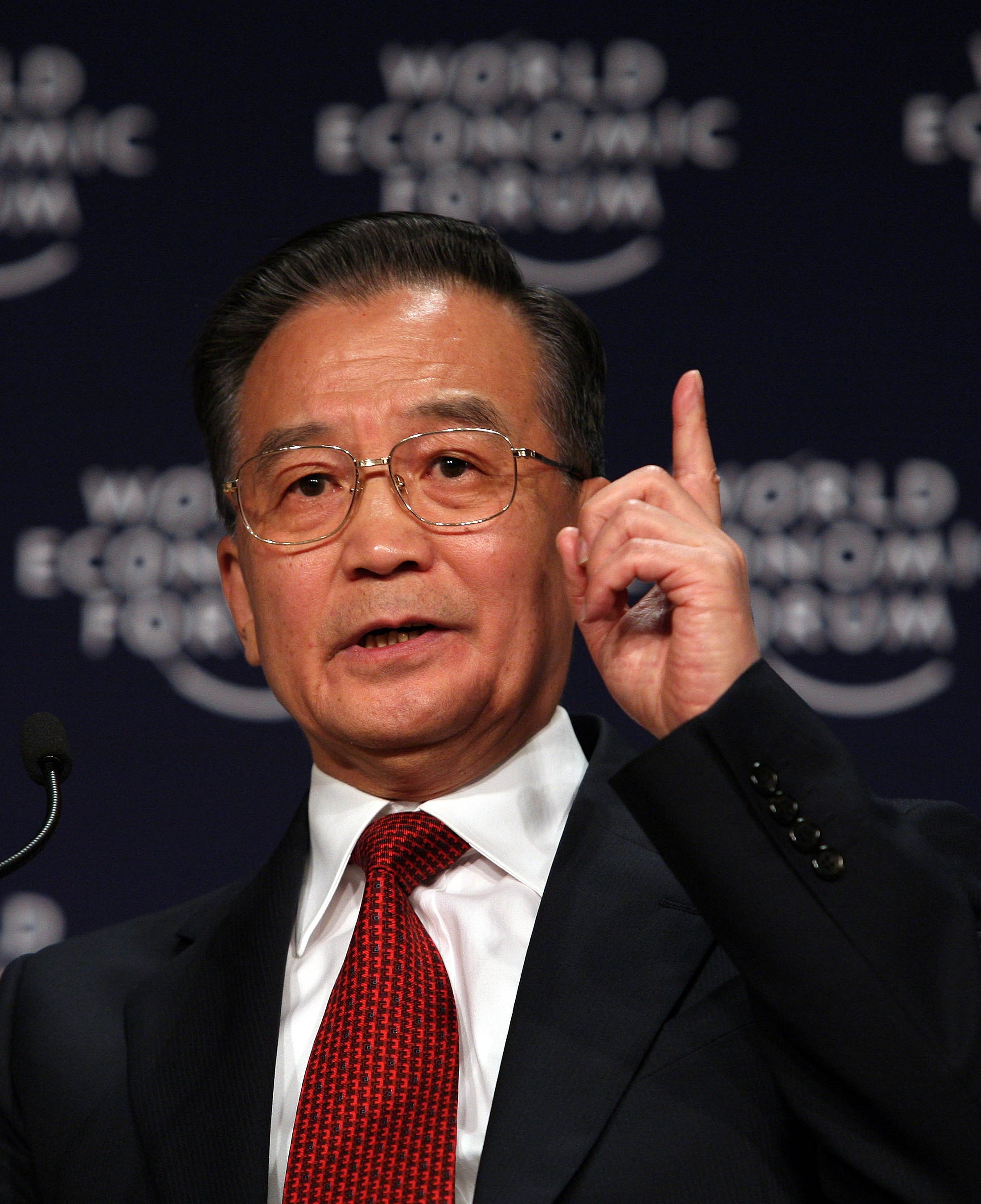
Ven Csia-pao (Wen Jiabao)

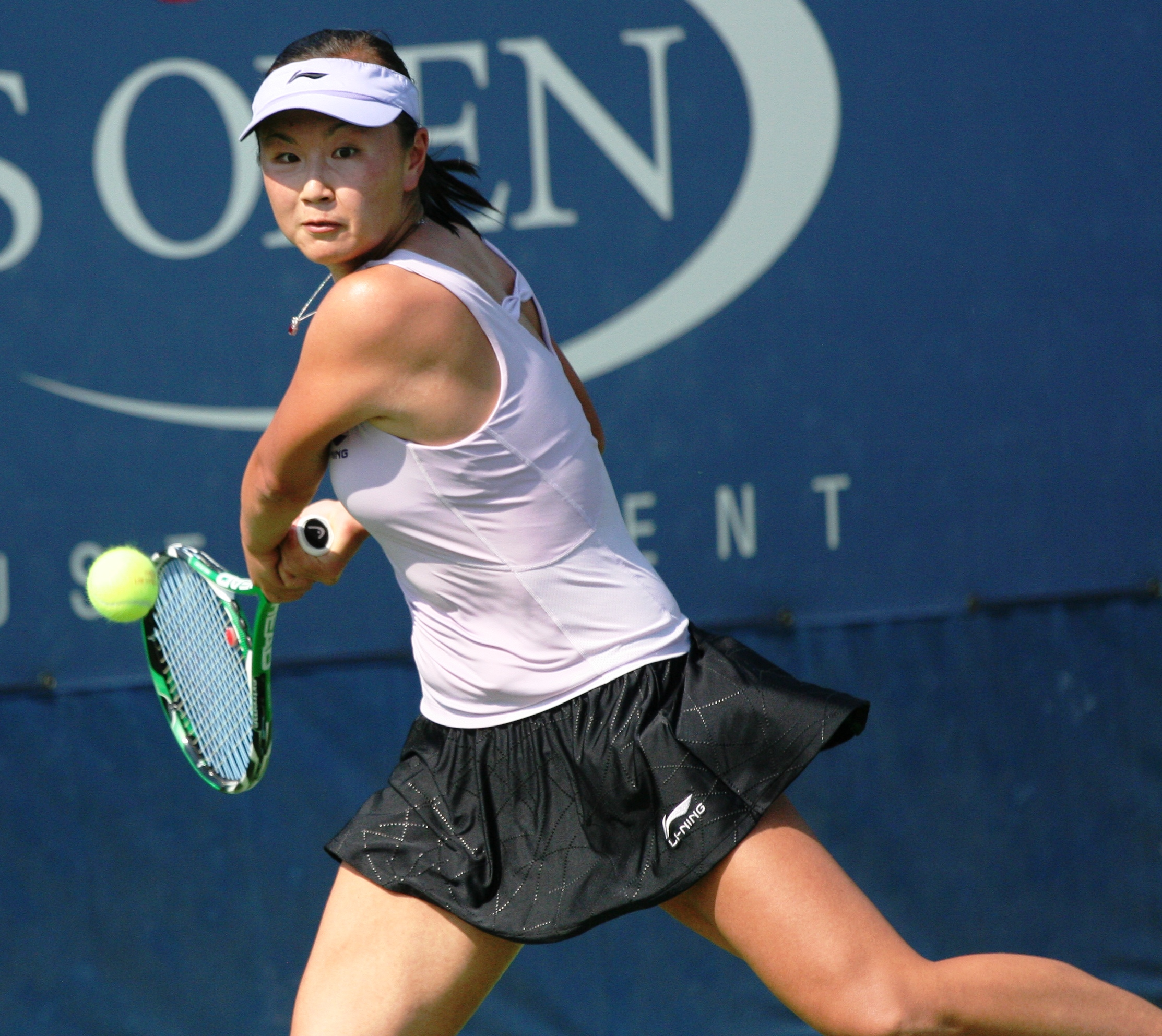
Peng Suaj (Peng Shuai)

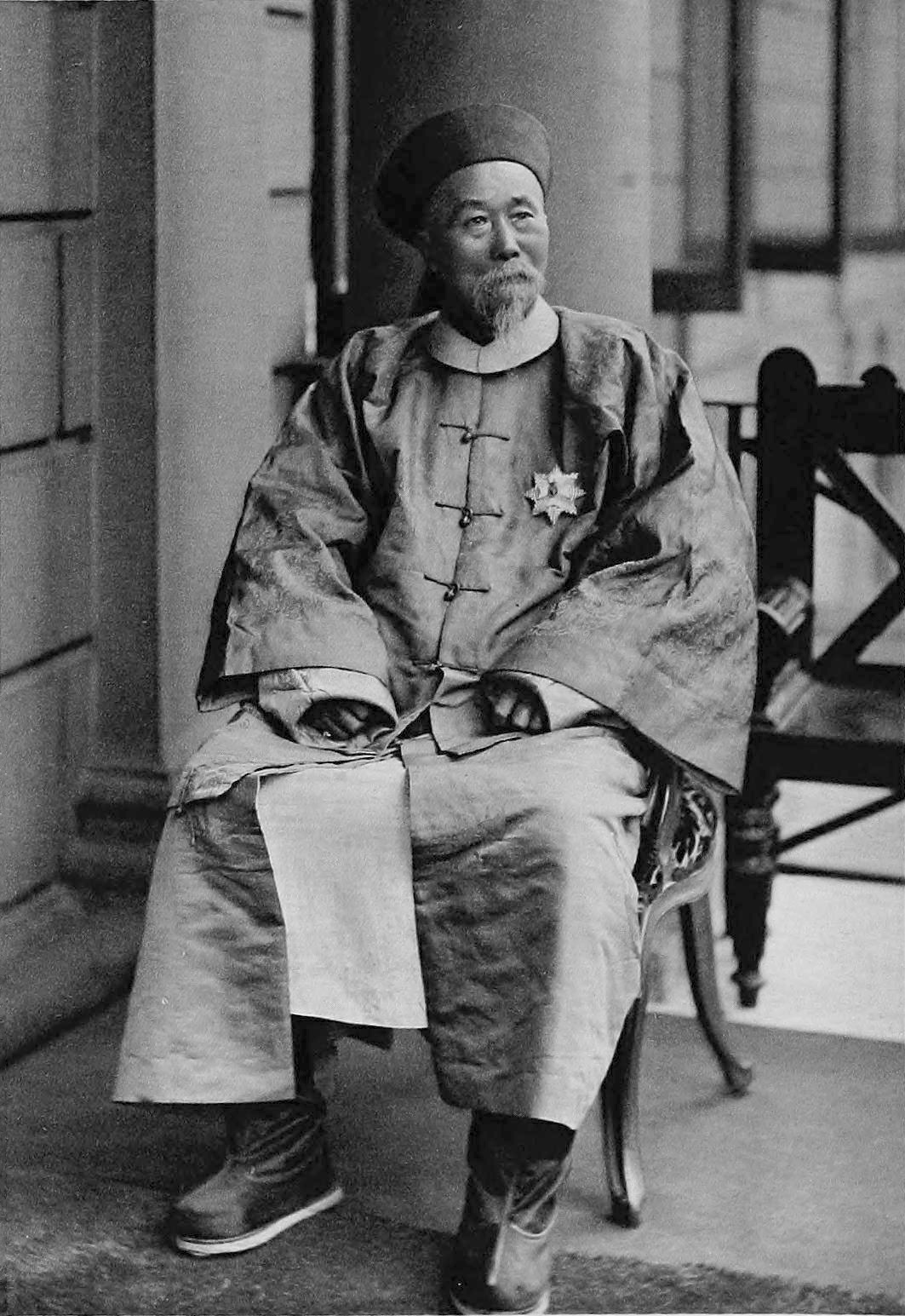
Li Hung-csang (Li Hongzhang)
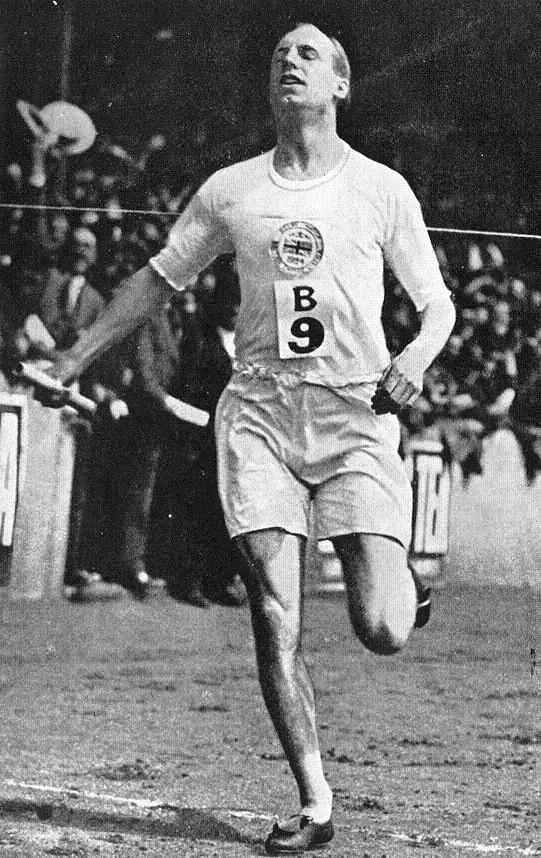
Eric Liddell
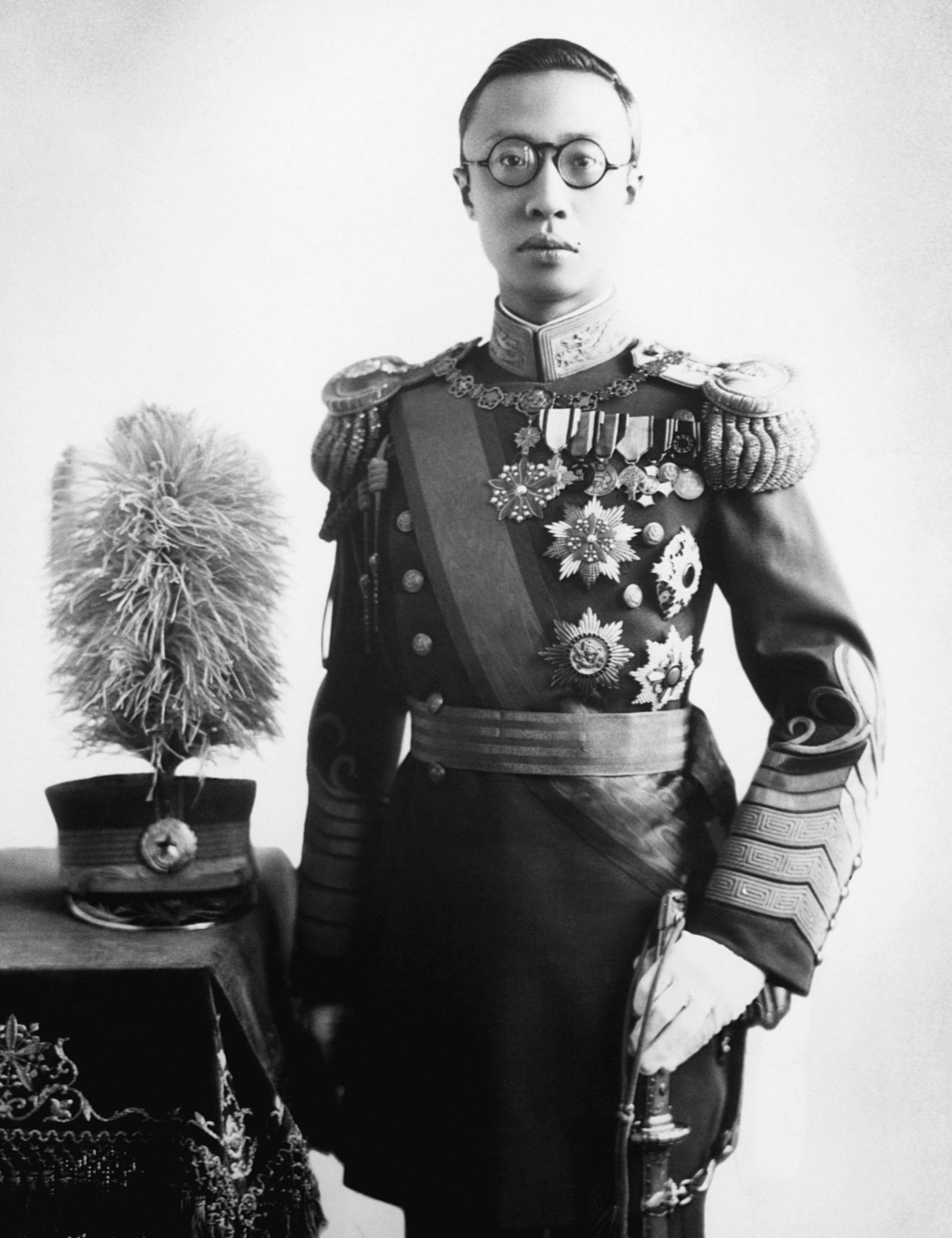
Pu Ji kínai császár
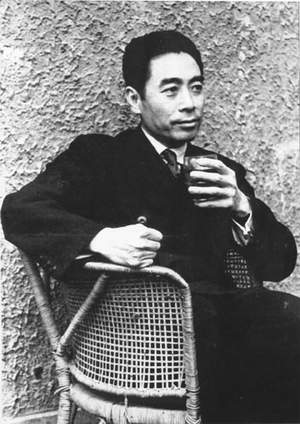
Csou En-laj (Zhou Enlai)

### Tiencsinben(Tianjinben)született híres személyek
- Cao Kun (1862-1938) észak-kínai hadúr, a Cseli-klikk (Zhili-klikk) vezetője
- Huo Jüan-csia (Huo Yuanjia) (1868-1910) híres harcművész, az életéről szóló filmben (Félelem nélkül, 2006) Jet Li alakította
- Eric Liddell (1902-1945) skót atléta, rögbijátékos, misszionárius, a Tűzszekerek (1981) című filmet az ő élete ihlette.
- Ven Csia-pao (Wen Jiabao) (1942-) a Kínai Népköztársaság volt miniszterelnöke (2003-2013)
- Cung Szu (Cong Su) (1957-) zeneszerző, az Oscar díjas Bertolucci-féle Az utolsó császár (1987) című film társzeneszerzője, Ryuichi Sakamoto és David Byrne mellett

### Tiencsinben(Tianjinben)élt illetve élő híres személyek
- Ceng Kuo-fan (Zeng Guofan) (1811-1872) Csing (Qing)-kori hivatalnok, Cseli (Zhili) tartomány kormányzója, katonai parancsnok, a Tajping felkelés leverésében komoly szerepet játszott.
- Li Hung-csang (Li Hongzhang) (1823-1901) Csing-kori tábornok, Cseli kormányzója, diplomata, reformer, „Kelet Bismarckja”.
- Charles George Gordon (1833-1885) más néven „Kínai Gordon” brit tiszt, az ópiumháborúk veteránja és a Tajping-felkelés ellen felállított Csing császári „Legyőzhetetlen Hadsereg” parancsnoka, valamint később szudáni pasa. A Khartoum – A Nílus városa (1966) című filmben Charlton Heston játszotta. Tiszteletére nevezték el „Gordon Hall”-nak az egykori brit koncesszió központja volt.
- Jüan Si-kaj (Yuan Shikai) (1859-1916) Csing-kori politikus, tábornok, Cseli kormányzója, a Kínai Köztársaság első elnöke (1913-1915), Kína önjelölt császára (1915-1916). Egykori villája a volt Osztrák-Magyar koncesszió területén fekszik, a Hajho (Haihe) folyó keleti partján.
- Tuan Csi-zsui (Duan Qirui) (1865-1936) hadúr és politikus, a Pejjang Hadsereg (Beiyang hadsereg) parancsnoka, a Kínai Köztársaság elnöke (1924-1926).
- Liang Csi-csao (Liang Qichao) (1873-1929) a késői Csing- és a köztársaságkori Kínában tudós, újságíró, reformpolitikus. Emlékét szobor és kiállítás őrzi egykori villájában.[46]
- Herbert Hoover (1874-1964) később az Amerikai Egyesült Államok 31. elnöke, mint fiatal bányamérnök Tiencsinben (Tianjinben) tartózkodott családjával, ahol 1900-ban a Bokszerlázadás idején részt vett a külföldi koncessziók védelmi harcainak irányításában.[47]
- Émile Licent (1876-1952) francia jezsuita és természettörténész, Pierre Teilhard de Chardin kollégája. 25 éven át élt és kutatott Észak- és Közép-Kínában, majd megalapította Kína első természettörténeti múzeumát, amely ma a Tiencsini Természettörténeti Múzeum (天津自然博物馆) nevet viseli.
- Csou En-laj (Zhou Enlai) (1898-1976) a Kínai Népköztársaság külügyminisztere és miniszterelnöke (1949-1976) a Nankai Középiskola és a Nankai Egyetem egyik leghíresebb öregdiákja. Emlékét az egyetem főbejáratánál szobor, valamint Emlékközpont (周恩来邓颖超纪念馆) őrzi.[48]
- Pu Ji kínai császár (1906-1967), az utolsó kínai császár. 1925 és 1931 között Tiencsinben élt a japán koncesszió területén, miután kiutasították a Tiltott Városból. Innen vitték Mandzsúriába, hogy ott a japán bábállam, Mandzsukuo császárává koronázzák. Emlékét egykori villájában[49] és az Astor Hotelben őrzik, ahol annak idején megszállt.
- Peng Suaj (Peng Shuai) (1986-) többszörös aranyérmes profi női teniszjátékos.

## Testvérvárosok
- Melbourne, Ausztrália 1980. május 5.
- Kóbe, Japán 1973. június 24.
- Philadelphia, USA 1980. február 10.
- Jokkaicsi, Japán 1980. október 28.
- Szarajevó, Bosznia-Hercegovina 1981. május 28.
- Groningen, Hollandia 1985. szeptember 12.
- Csiba, Japán 1986. május 7.
- İzmir, Törökország 1991. szeptember 23.
- Abidjan, Elefántcsontpart 1992. szeptember 26.
- Ulánbátor, Mongólia 1992. szeptember 27.
- Harkiv, Ukrajna 1993. június 14.
- Jönköping, Svédország 1993. szeptember 23.
- Incshon, Dél-Korea 1993. december 7.
- Łódź, Lengyelország 1994. október 1.
- Hải Phòng, Vietnám 1999. január 8.
- Nampho, Észak-Korea 2002. augusztus 11.
- Hawaii, USA 2002. november 1.
- Kelet-Jáva, Indonézia 2003. október 24.
- Montevideo, Uruguay 2004
- Chicago, USA 2008
- Phnompen, Kambodzsa 2008. november 17.
- Phenjan, Észak-Korea 2009. május 12.
- Puszan, Dél-Korea 2009
- Szöul, Dél-Korea 2009
- Wellington, Új-Zéland 2011. július 22.